# Roussolakkos
Roussolakkos (griechisch Ρουσσολάκκος (m. sg.), auch Ρουσολάκο Rousolako, deutsch ‚rote Grube‘) ist die Bezeichnung der Ausgrabungsstätte einer minoischen Stadt in der Gemeinde Sitia im Osten der griechischen Insel Kreta. Sie befindet sich auf etwa 10 Metern Höhe ungefähr 250 Meter südwestlich des Strandes Chiona (Παραλία Χιόνα) an der Ostküste Kretas am Levantischen Meer. Wegen der Nähe zum 1,5 Kilometer westlich gelegenen Ort Palekastro ist die Ausgrabungsstätte in Veröffentlichungen auch unter dem Namen Palaikastro bekannt.

## Lage

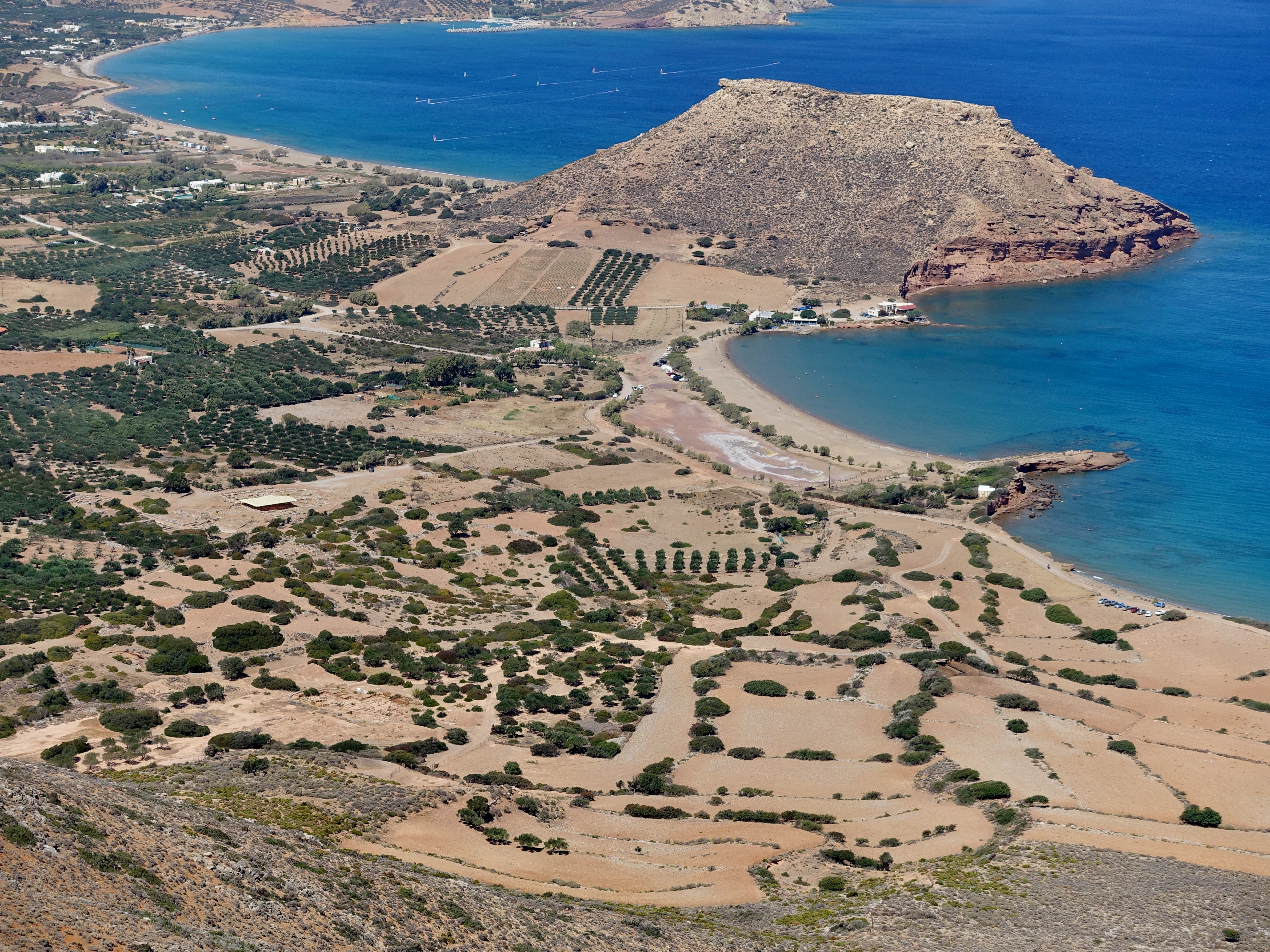
Lage hinter dem Strand Chiona

Roussolakkos, die „rote Grube“, ist nach dem rötlich gefärbten feinen und undurchlässigen Mergelsandstein der kleinen Senke um die Ausgrabungsstätte benannt. Die minoische Stadt bedeckte eine Fläche von etwa 600 × 600 Metern, von der eine Fläche von ungefähr 10.000 m² ausgegraben ist, teilweise aber wieder verfüllt wurde. Sie lag in der Vergangenheit direkt am Strand, ist heute jedoch durch alluviale Ablagerungen über 200 Meter von der Küste entfernt.
In der Umgebung der Ausgrabungsstätte gibt es Weideland, aber auch Olivenplantagen und Weinanbau. Nördlich von Roussolakkos liegt der 700 Meter entfernte 89,79 Meter hohe Hügel Kastri (Καστρί), 1,5 Kilometer südlich der Gipfel des 254,75 Meter hohen Petsofas (Πετσοφάς). Die Nord-Süd-Ausrichtung der Küstenebene um Palekastro, unterbrochen durch den Kastri direkt an der Küste, beträgt etwa 5 Kilometer, nach Westen in Richtung zum 15 Kilometer entfernten Sitia steigt sie entlang der Straße nur geringfügig an. Das Kap Sideros (Ακρωτήριο Σίδερος oder Κάβο Σίδερο), die Nordostspitze Kretas, liegt 14 Kilometer nördlich von Roussolakkos. Die Ausgrabungsstätte des minoischen Palastes von Zakros befindet sich 11 Kilometer südlich, die des Palastes von Petras 14,5 Kilometer im Westen.

## Geschichte

### Minoische Zeit

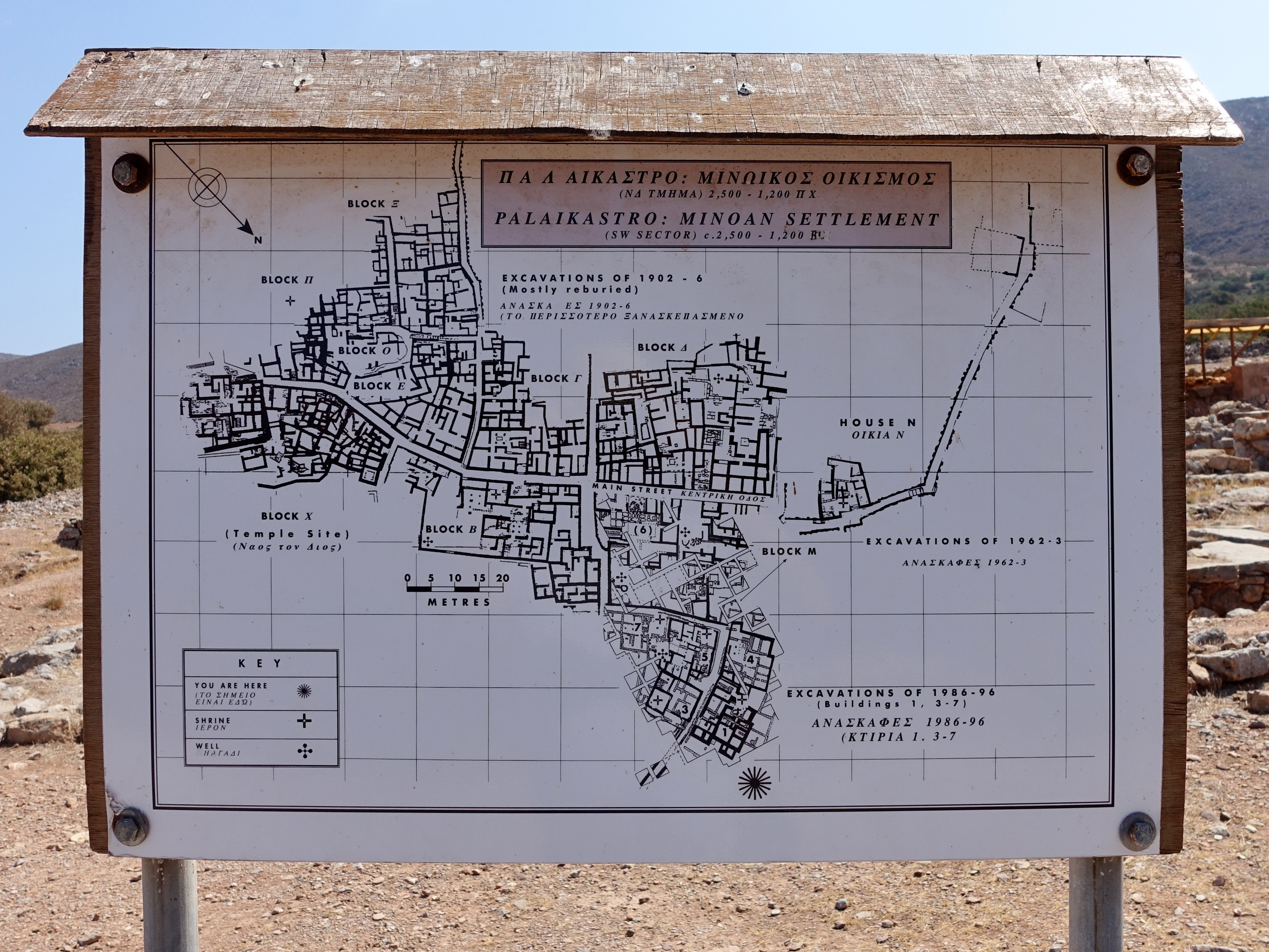
Plan der Ausgrabungsstätte

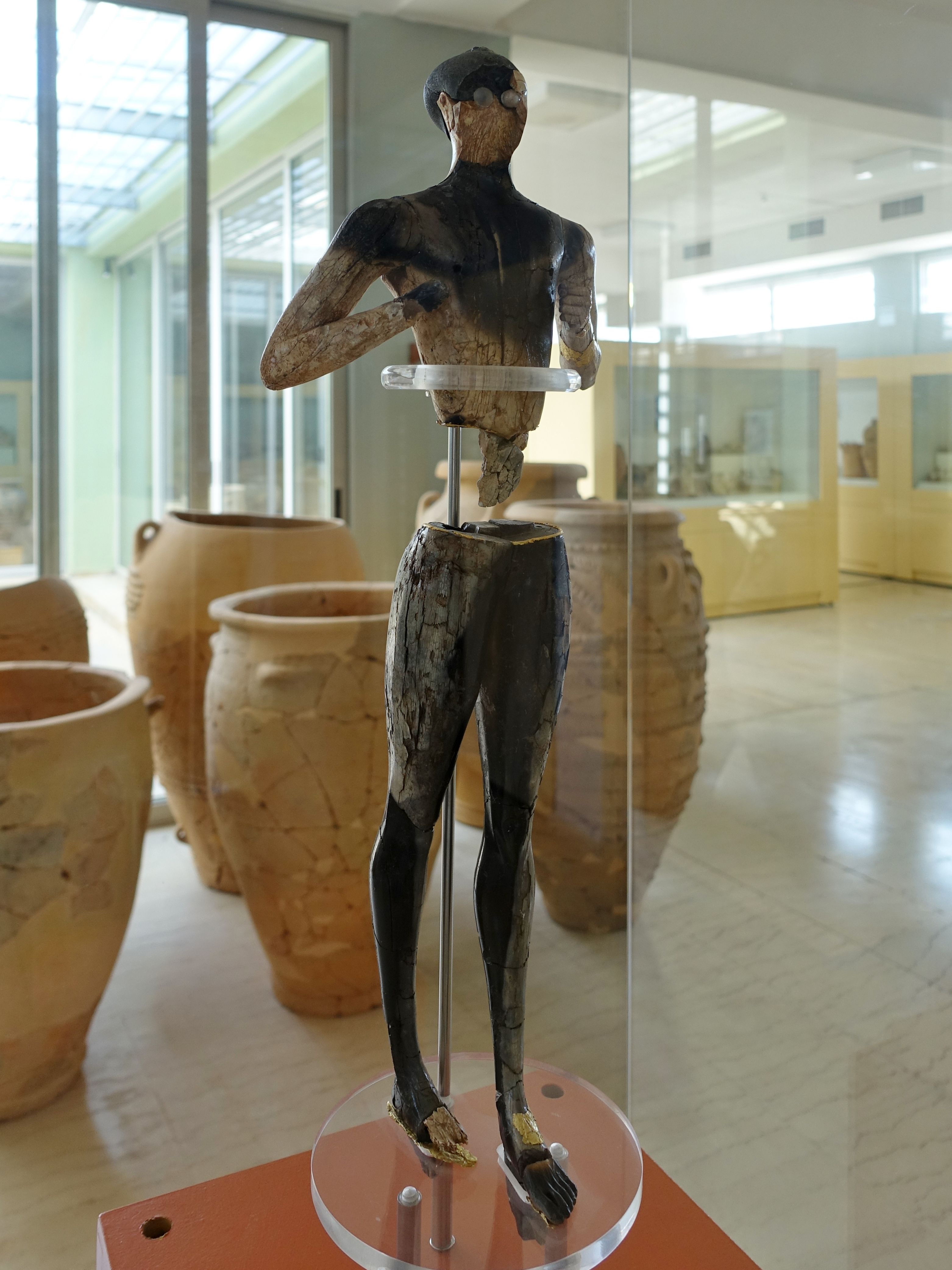
Kouros von Palaikastro

Das Gebiet an der Küste nahe Palekastro war bereits am Ende der Jungsteinzeit, der sogenannten Kupfersteinzeit, besiedelt. Erste Funde einer kleineren Streusiedlung stammen aus der frühminoischen Zeit FM I B / II A nach 2900 v. Chr., aus der ein Gebäude am Hügel Kastri und zwei Gebäude in Roussolakkos lokalisiert wurden. Schon während der ersten Ausgrabungen Anfang des 20. Jahrhunderts entdeckte man in der näheren Umgebung frühminoische Gräber und Ostotheken (Larnakes). Ein großes Gebäude aus der Phase FM II B unter Block Χ der Ausgrabungsstätte ähnelt Bauten derselben Zeit in Vassiliki, Myrtos, Knossos, Tylissos und Phaistos. Den Phasen frühminoisch FM III und mittelminoisch MM I A können keine Gebäude mit Sicherheit zugeordnet werden, obwohl entsprechende Keramikfunde bekannt sind.
In der Zeit MM I B / MM II A ab etwa 2000 v. Chr. entwickelte sich die vorpalastzeitliche Siedlung zu einer planmäßig angelegten Stadt. Gleichzeitig wurde das Gipfelheiligtum Petsophas südlich von Roussolakkos gegründet. Um 1900 v. Chr., in der Altpalastzeit, bestanden Kontakte über das Meer nach Kleinasien und Ägypten. Nach einem Erdbeben um 1760 v. Chr. am Ende von MM III A wurde die Stadt zu Beginn der Neupalastzeit in MM III B wieder aufgebaut. Sie erhielt nun ein gepflastertes Straßensystem mit Entwässerungskanälen. Vom Ende dieser Periode gibt es erneut Hinweise auf Erdbebenschäden, die die Stadt um 1570 v. Chr. betrafen.

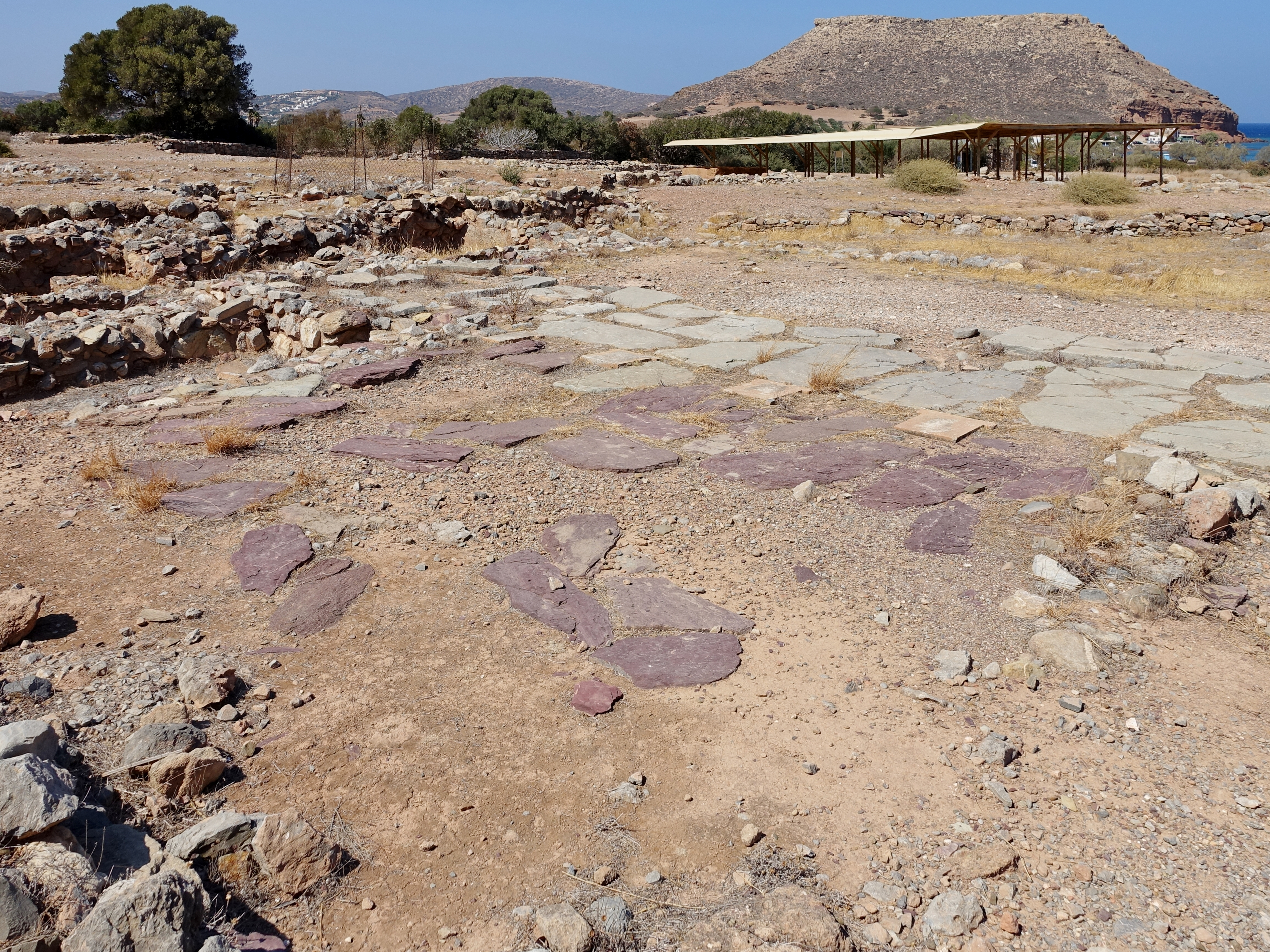
Farblich unterschiedliche Pflasterung des Bodens in Block Μ

Aus dem Zeitraum von der mittelminoischen Phase MM III B bis in die spätminoische Phase SM I B stammen die meisten Gebäudereste in Roussolakkos. Sie bestehen aus lokalem Sideropetra (kristallinem Kalkstein) und Konglomerat sowie Sandstein für Türpfosten und Quadermauerwerk. Zur Pflasterung der Straßen und der Böden in den Häusern wurden purpurner und blaugrüner Schiefer verwendet. Das Gebäude 1 ganz im Norden der Ausgrabungsstätte war in SM I A das erste, dessen vier Außenwände als Quadermauerwerk errichtet wurden. Gegen Ende von SM I A um 1500 v. Chr. bedeckte eine sieben Zentimeter starke vulkanische Ascheschicht des Thera-Ausbruchs die Region und ein oder mehrere mindestens neun Meter hohe Tsunamis überschwemmten die Ebene von Palekastro. Die Gebäude von Roussolakkos wurden dabei fast bis auf die Grundmauern zerstört.
Beim Wiederaufbau in SM I B von etwa 1490 bis 1460/40 v. Chr. entstanden planmäßig breite Straßen, große Stadtblöcke und Bauten mit durch Vor- und Rücksprünge gegliederte Quaderfassaden, wie die Gebäude 1, 2, 4 und 5 im Nordsektor. Die zum Teil zweigeschossigen Häuser besaßen Peristylhöfe, große Haupträume, Kultbassins, Brunnen und Zisternen, Hausheiligtümer mit geweihten Doppelhörnern aus Alabaster und viele Magazine. Funde von reich dekorierten Töpferwaren, Steinvasen und Tafeln mit Linearschrift A deuten auf die Nutzung durch reiche Händler. Andere Bereiche der Stadt, wie die Gebäude 2 und 6, blieben Ruinen. In der Zeit von 1460 bis 1440 v. Chr. gab es eine Reihe von Zerstörungen durch Brände, die wahrscheinlich auf feindliche Überfälle auf die Stadt zurückzuführen sind. Aus dem letzten dieser Zerstörungshorizonte in SM I B stammen reichhaltige und gut gearbeitete Fundstücke, unter ihnen der Kouros von Palaikastro, ein Meisterwerk der minoischen Handwerkskunst, das in mehrere Einzelteile zerbrochen in und neben dem Gebäude 5 der Ausgrabungsstätte entdeckt wurde.

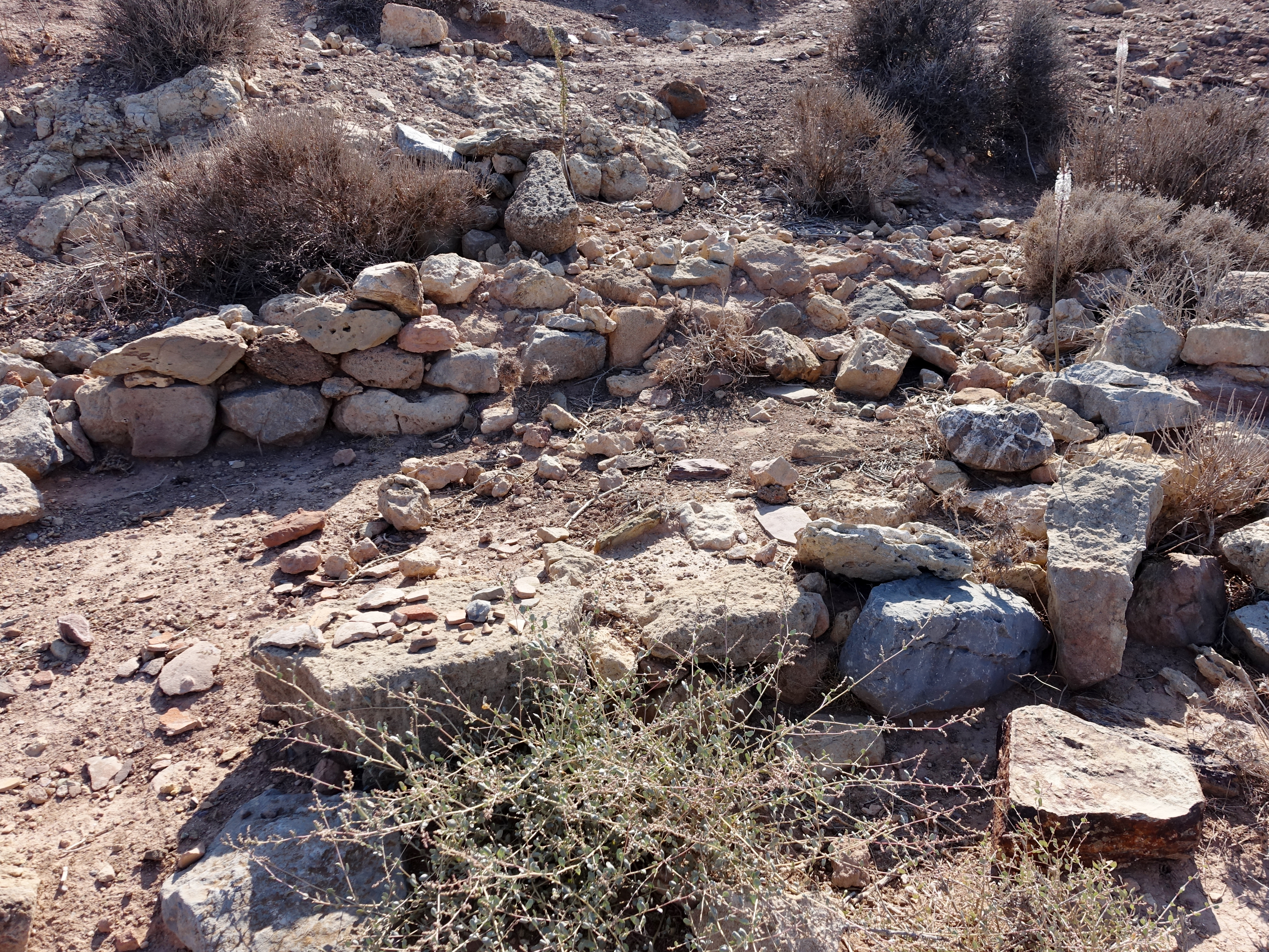
Überreste auf dem Kastri

Die im Gegensatz zu anderen Siedlungen in Ostkreta in den Phasen SM II und SM III A1 um 1440 bis 1400 v. Chr. zu großen Teilen wiedererrichtete Stadt, oft auf dem alten Grundriss, erlitt in der frühen Zeit von SM III A2 zwischen 1400 und 1320 v. Chr. erneut Zerstörungen durch Brände, möglicherweise zeitgleich mit der endgültigen Zerstörung von Knossos. Dem anschließenden umfassenden Wiederaufbau in SM III A2 und SM III B folgte die Zerstörung durch ein Erdbeben in der Mitte von SM III B um 1250 v. Chr. und das Verlassen der Stadt durch die Bewohner. Nach ihrer Aufgabe beschränkte sich die Besiedlung des Gebietes in der Phase SM III C von 1200 bis 1100 v. Chr. auf eine kleine Zufluchtsstätte auf dem nur von Süden zugänglichen, etwa 180 Meter langen und 15 bis 30 Meter breiten Plateau des Kastri nördlich der Ausgrabungsstätte. Ob es sich dabei um eine Nachfolgesiedlung der Einwohner von Roussolakkos, neu zugereiste Siedler oder eine Burg von Piraten handelte, die von hier aus ihre Raubzüge ausführten, ist ungeklärt.

### Griechisch-römische Zeit

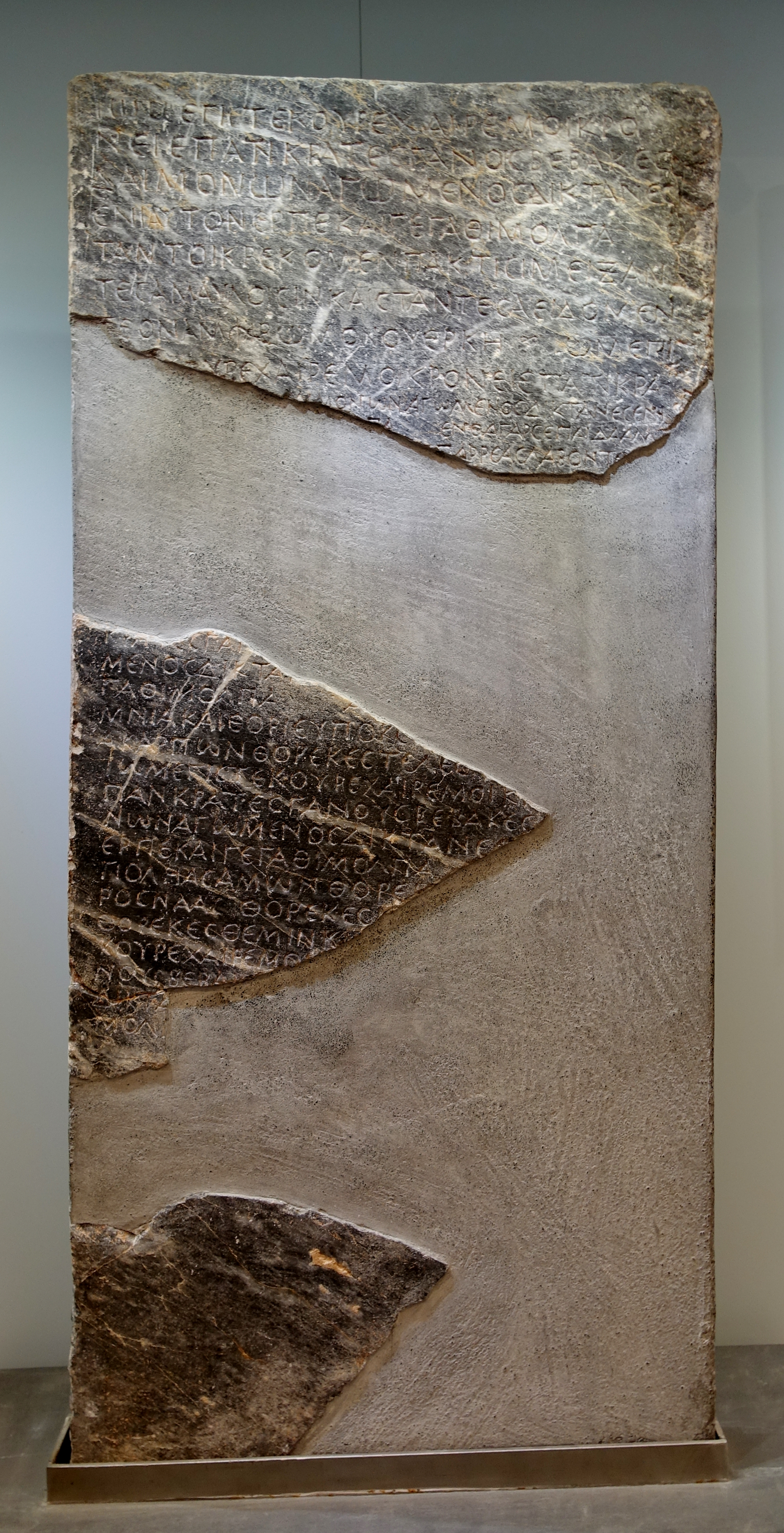
Hymnus der Koureten

Von der geometrischen bis in die römische Zeit, vom 8. Jahrhundert v. Chr. bis zum 4. Jahrhundert n. Chr., befand sich oberhalb des Blocks Χ der Ausgrabungsstätte ein Heiligtum, von dem Ende Mai 1904 in einer Grube nahe dem Block vier Fragmente einer Kalksteinstele mit einer Inschrift gefunden wurden. Sie ist unter der Bezeichnung Hymnus an den diktäischen Zeus oder Hymnus der Koureten bekannt. Die Inschrift auf der beidseitig beschriebenen Stele stammt vom Anfang des 3. Jahrhunderts n. Chr., der Text nach dem glatten Metrum zu urteilen jedoch aus der hellenistischen Zeit des späten 4. oder frühen 3. Jahrhunderts v. Chr., basierend auf älteren Vorstellungen und Riten. In dem Hymnus wird der junge Zeus als „größter Kouros“, der Herden, Felder, Schiffe, Städte und Jungbürger „bespringt“, angerufen, als allmächtiger Herrscher an der Spitze der Dämonen nach Dikta zurückzukehren und sich über den Hymnus zu erfreuen. Vermutlich war das Heiligtum, das durch die Inschrift dem Gott zugeordnet werden konnte, das Zentrum von Heleia (Ἥλεια), auch Eleia (Ἑλεία), einer Stadt oder einem Gebiet der Eteokreter, die entsprechend Inschriften und der Überlieferung durch Strabon (10.4.6) den Kult des diktäischen Zeus beibehalten hatten.

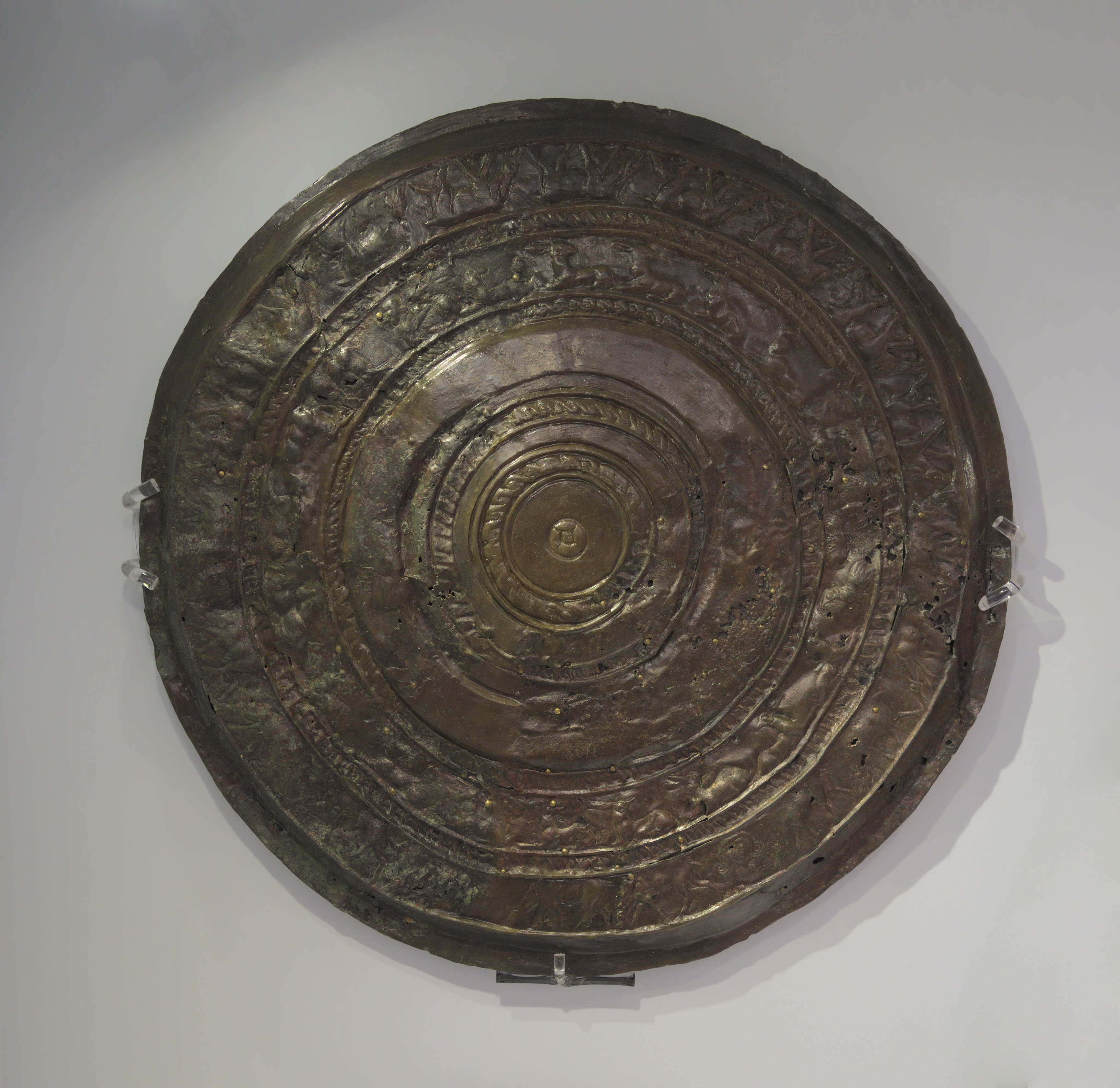
Bronzeschild aus dem Heiligtum

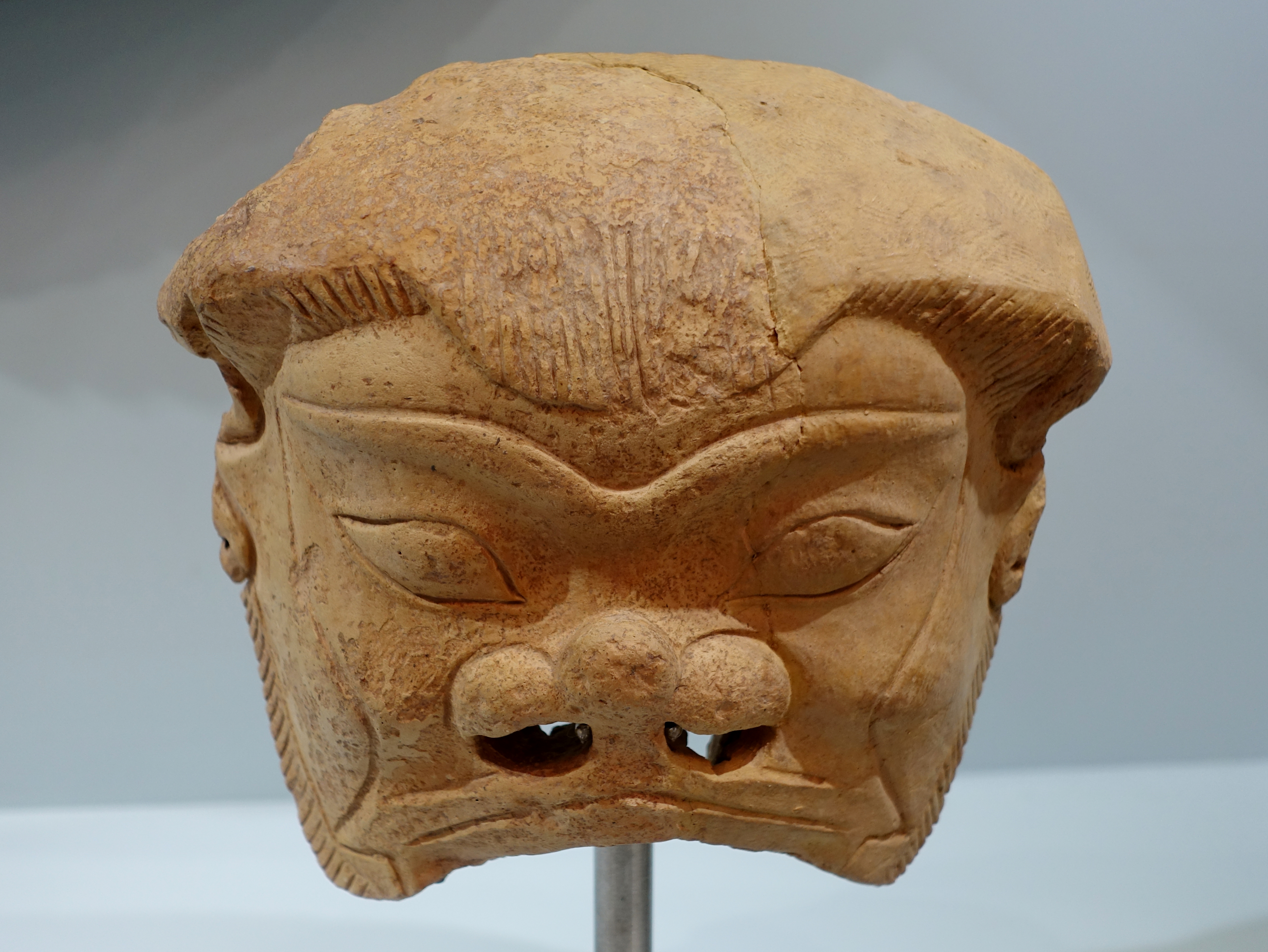
Fragment eines Königsziegel-Antefix vom Tempel des Zeus

Im etwa um 900 v. Chr. gegründeten, zunächst nicht überdachten Heiligtum für den jungen Gott der Fruchtbarkeit wurde jährlich ein Fest der Wiedergeburt der Natur gefeiert, bei dem vor dem herbeigebetenen Zeus die Initiation von Jungbürgern erfolgte. Funde bronzener Reliefschilde, Lebetes, Waffen und vieler Gefäße zeugen von reichen Weihgaben. In späterer Zeit (550 bis 150 v. Chr.) wurde am Standort des Heiligtums ein Tempel errichtet. Aufgefundene Kelche, Lampen und Fackeln belegen, dass im Kult der nachts vollzogenen Zeremonien Wein konsumiert wurde. Der Tempel entwickelte sich vom lokalen Kultort zu einem überregionalen religiösen Mittelpunkt Ostkretas, dessen Verwaltung die Poleis Itanos, Praisos und Hierapytna wechselseitig für sich beanspruchten.
Zunächst konnten sich die Itanier unter dem Schutz des ägyptischen Königs Ptolemaios VI. Philometor gegen die Praisier behaupten. Nach dem Tod des Königs 145 v. Chr., dem Rückzug der ägyptischen Truppen aus Itanos und der Zerstörung von Praisos durch die Hierapytnier kam es zum Krieg zwischen Itanos und Hierapytna um die Insel Leuke und das an den Zeustempel grenzende Heleia. Die offenbar militärisch unterlegenen Itanier forderten ein Eingreifen des römischen Senats. Dieser sah nach der Beendigung des Krieges 141 v. Chr., vermittelt durch eine römische Gesandtschaft unter dem ehemaligen Konsuln Servius Sulpicius Galba, im Jahr 140 v. Chr. vor, dass sich ein auswärtiges Schiedsgericht mit den Ansprüchen der Hierapytnier befassen solle.

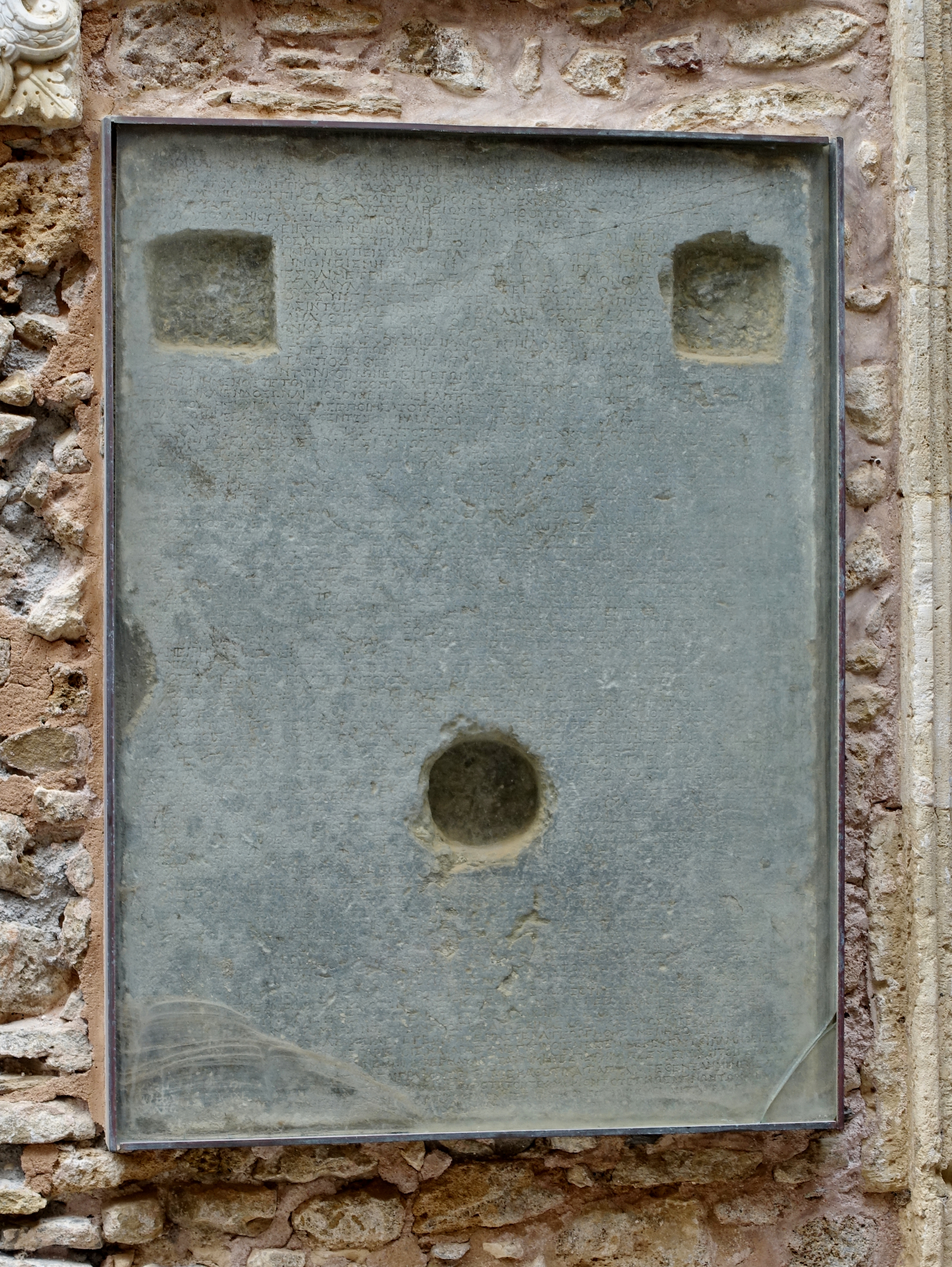
Schiedsspruch von Magnesia

Der Konsul C. Laelius Sapiens beauftragte Magnesia am Mäander mit dem Schiedsspruch, der 132 v. Chr. zugunsten Itanos’ ausfiel und von dem antike Inschriftenteile in die Fassade des Klosters Toplou verbaut zu sehen sind. Hierapytna scheint jedoch in der Folgezeit die Herrschaft über das umstrittene Gebiet ausgeübt zu haben. In verschiedene kretische Lager eingebunden, Itanos im Bündnis mit Lato und Knossos, Hierapytna mit Olous und Gortyn, kam es um 121 v. Chr. zu weiteren Kämpfen um die Grenzgebiete. Hierapytna errichtete unterdessen ein Dorf in dem umstrittenen Gebiet, bei dem es sich nie um das exterritoriale des Tempels selbst, sondern um das angrenzende Land handelte.
Nach einem erneuten Krieg 115 bis 114 v. Chr., der von Itanos in einer vermutlichen Schwächephase Hierapytnas begonnen wurde, und wiederholten Vermittlungsversuchen der Römer bestimmte Konsul L. Calpurnius Piso Caesoninus 112 v. Chr. wiederum die Magneten ein Urteil in der Grenzfrage zu fällen, das die frühere Entscheidung zugunsten von Itanos bestätigte. Anschließend legten Kommissionen milesischer und möglicherweise auch römischer Horothetai die Grenzziehung zwischen beiden Poleis fest, der der Abschluss eines Bündnis- und Isopolitieabkommens zwischen Itanos und Hierapytna folgte. Nach Diodor war die Siedlung am Tempel des diktäischen Zeus im 1. Jahrhundert v. Chr. nicht mehr bewohnt. Auch nach der vollständigen römischen Eroberung Kretas 67 v. Chr. entstand keine größere Ansiedlung in dem Gebiet, obwohl das Heiligtum weiter in Gebrauch war. Anscheinend wurde der Tempel Ende des 4. Jahrhunderts n. Chr. von fanatischen Christen geplündert und zerstört. Vom Zeus-Heiligtum blieben neben der Hymneninschrift nur die Tonsima des Tempels mit der Reliefdarstellung von Kriegern zu Wagen und zu Fuß und ein Reliefbruchstück aus Ton wahrscheinlich vom Giebel des Gebäudes, das bis in die Neuzeit den Bauern von Palekastro als Steinbruch diente.

Ausgrabungsstätte von Roussolakkos
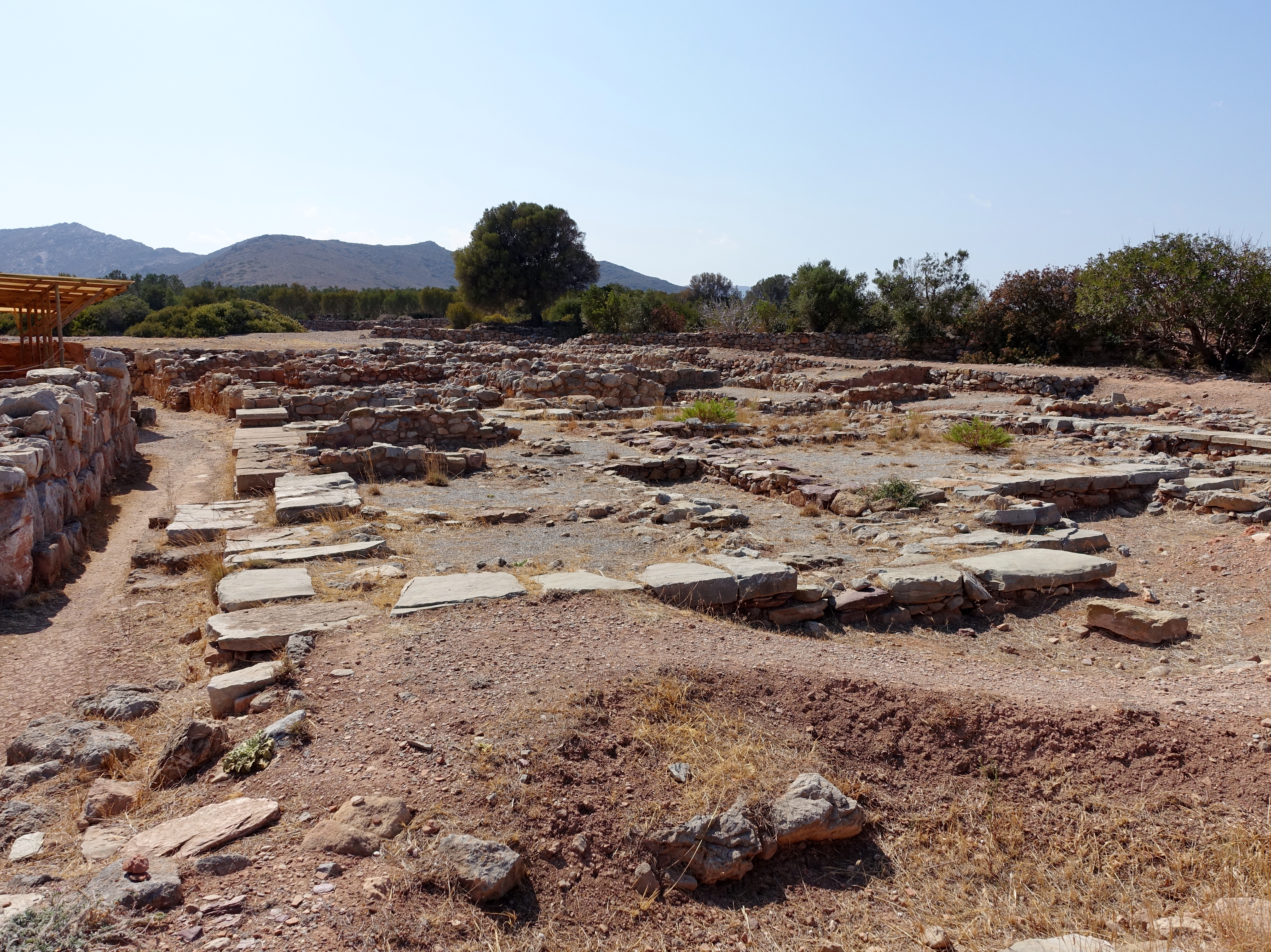
Gebäude 1
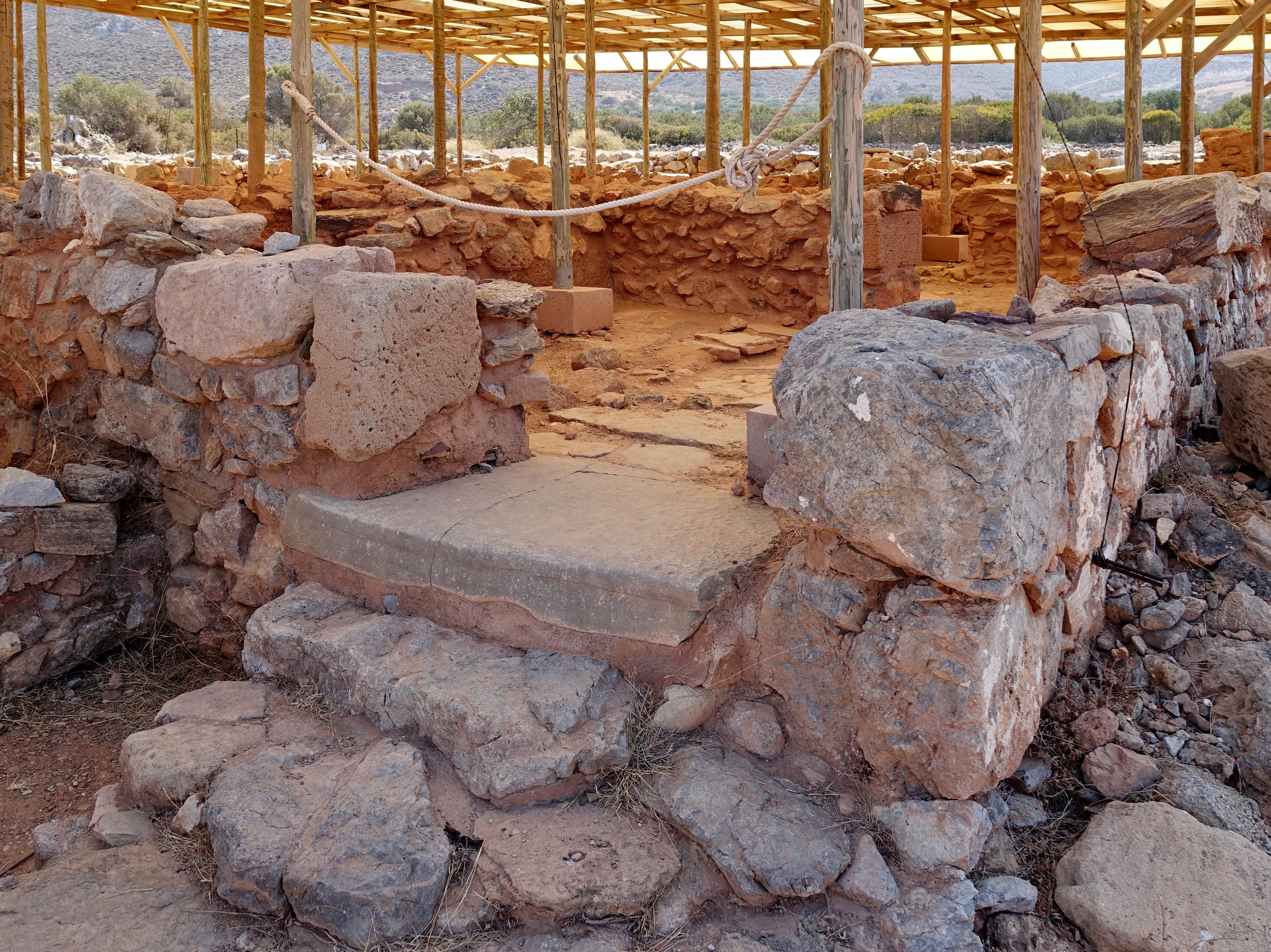
Gebäude 5
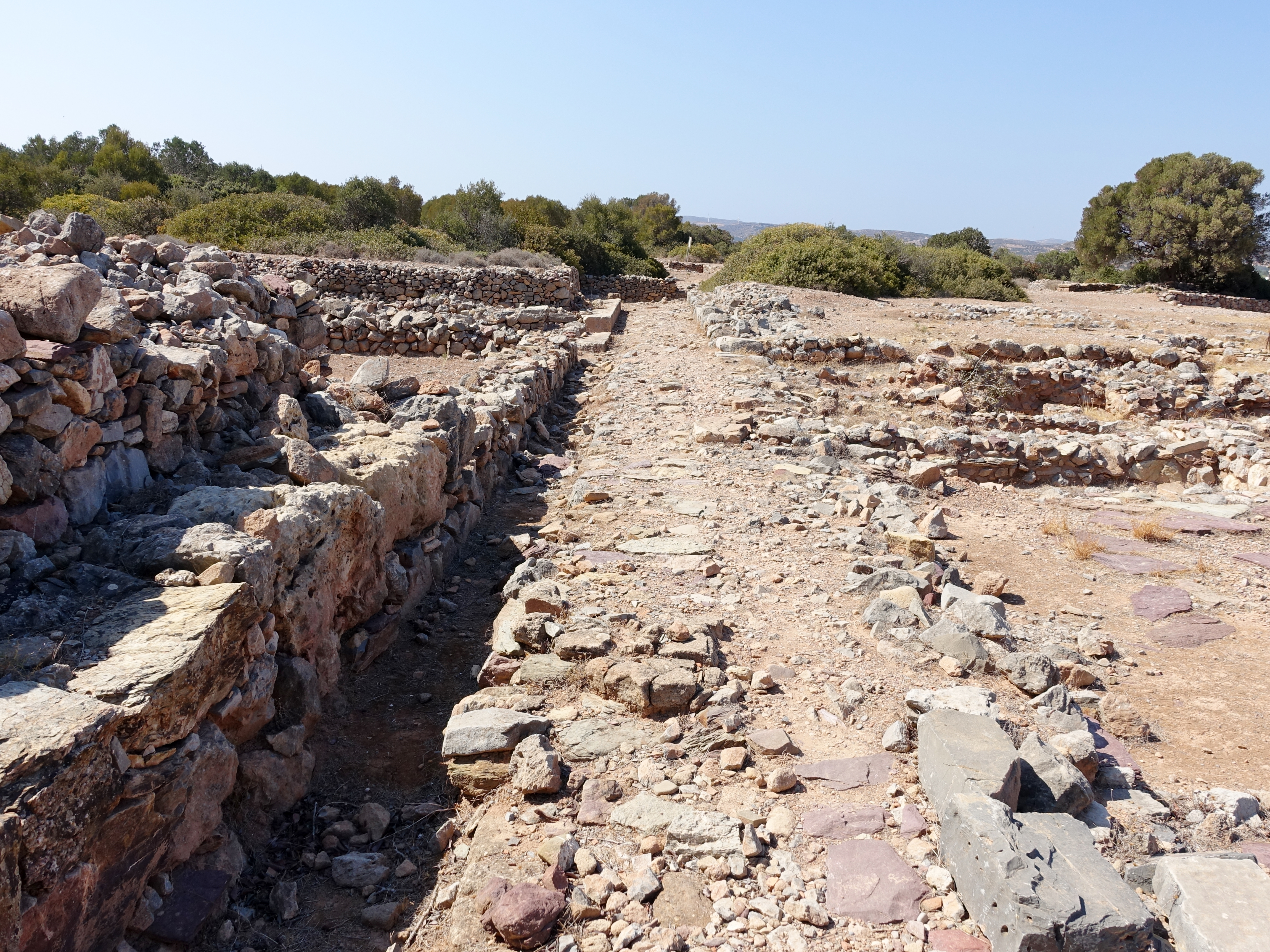
Hauptstraße
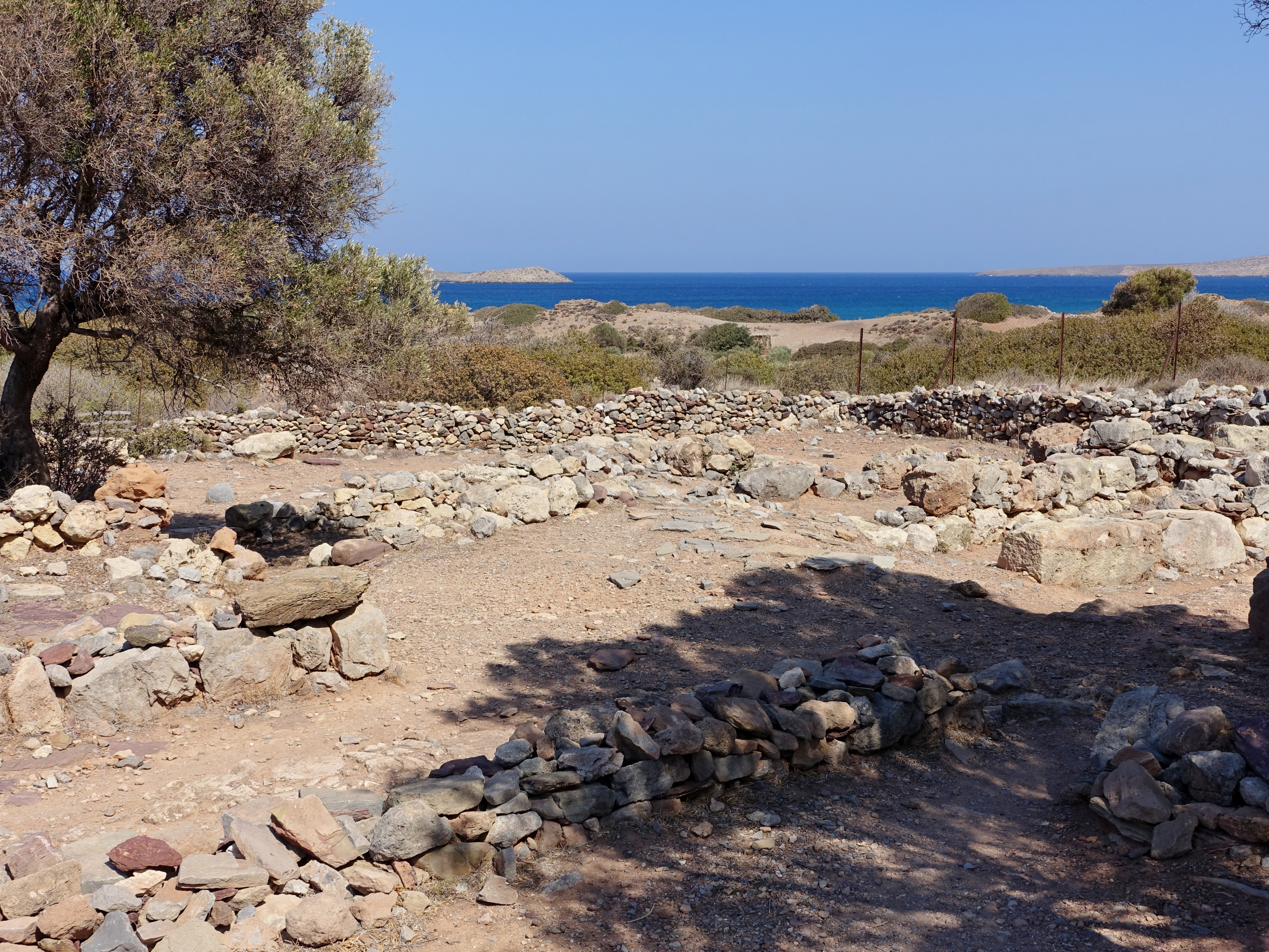
Block Β

## Forschungsgeschichte
Bereits Thomas A. B. Spratt erwähnte in seinem 1865 erschienenen Buch Travels and Researches in Crete im ersten Band „phönizische“ Terrakotten, die er Anfang der 1850er Jahre bei Palekastro sah. Dabei könnte es sich um die beiden verzierten Terrakottaplatten handeln, die ein Händler in den frühen 1880er Jahren in einem Stall entdeckte und ordnungsgemäß meldete. Sie wurden von der Sylloge in Candia, dem späteren archäologischen Museum in Iraklio, erworben und ein Teil 1892 von Federico Halbherr nach seinem Besuch von Palekastro als Skizze publiziert. Halbherr war sich nicht sicher, ob die Platten von Sarkophagen stammten oder zu einem Gebäudefries gehörten. Im Oktober 1899 wurden 150 Meter nordwestlich des Ortes Palekastro zwei Gussformen für minoische Kultfiguren und Symbole gefunden, von denen Stefanos Xanthoudidis Gipsabgüsse fertigte und die Fotos im März 1900 in Verbindung mit einer Beschreibung und Bewertung veröffentlichte.

### Ausgrabungen 1902 bis 1906

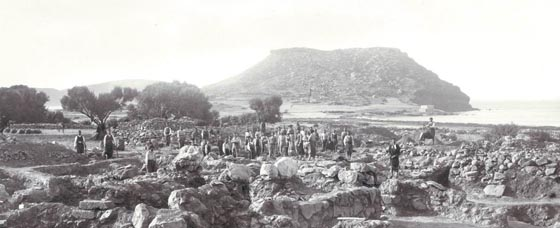
Ausgrabungen von Roussolakkos

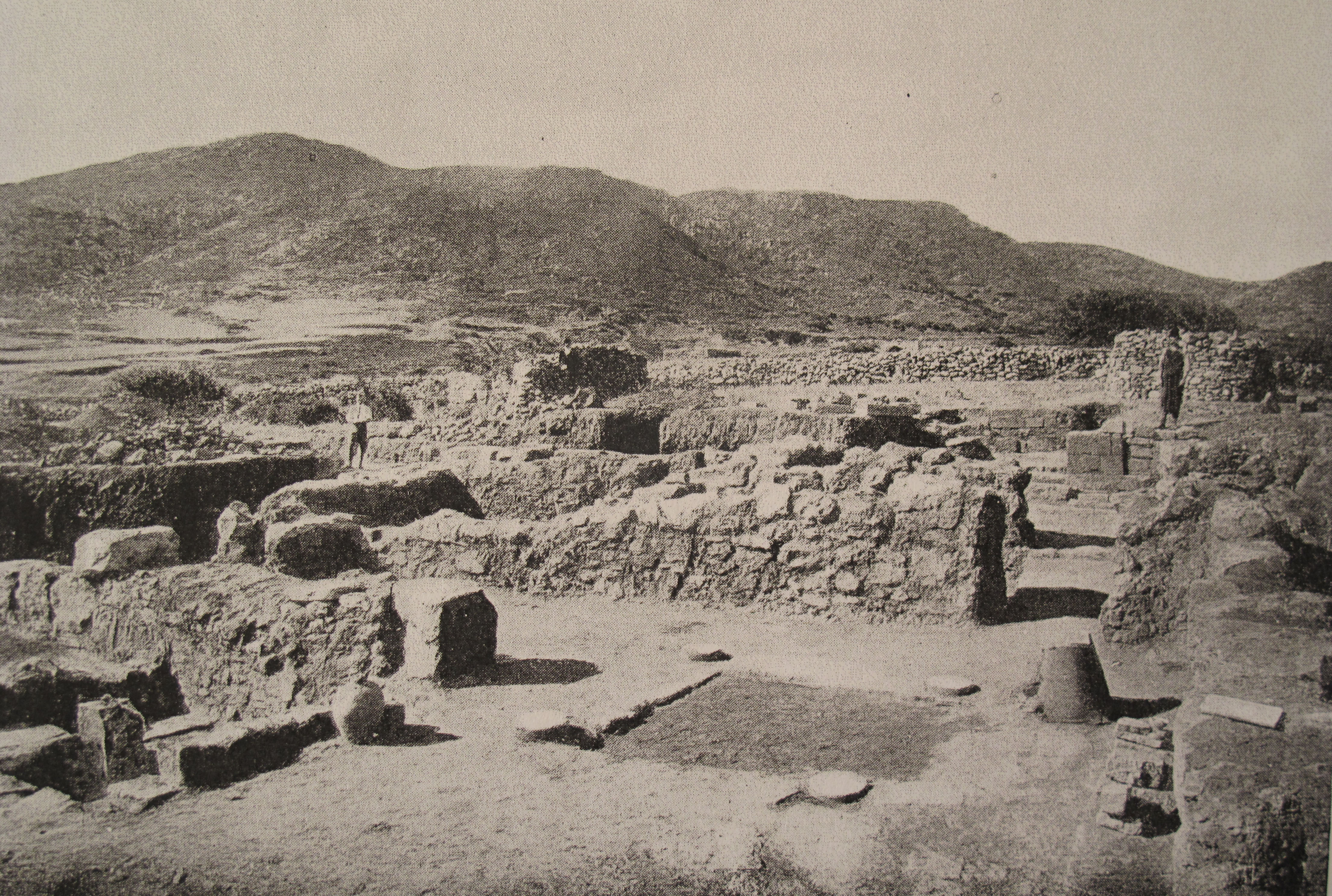
Roussolakkos vor dem Petsophas

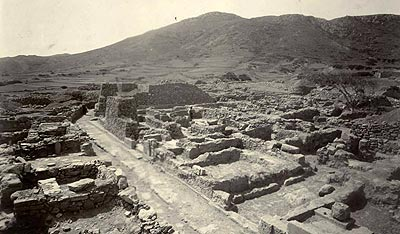
Südosten der Ausgrabungsstätte

Von April bis Mai 1902 führte die British School at Athens erste vorbereitende Grabungen bei Palekastro durch. Sie standen unter der Leitung des Archäologen Robert C. Bosanquet, unterstützt vom Architekten des Instituts C. Heaton Comyn. Wilhelm Dörpfeld und David G. Hogarth hatten zuvor zugunsten der British School auf eine Grabungsgenehmigung für die Ebene von Palekastro verzichtet. Zunächst wurde von Bosanquet ein Erkundungsgraben auf dem ihm von Einheimischen bezeichneten Feld von Roussolakkos angelegt. Hier fand sich der Rand einer Platte, die zu den in den 1880er Jahren gefundenen Terrakottaplatten passte und bezeugte, dass letztere von diesem Teil des Geländes stammten. Die freigelegten Gebäudereste deutete Bosanquet als die einer mykenischen Stadt, möglicherweise in der entsprechenden Zeit die Hauptstadt von Ostkreta. Gleichzeitig fiel ihm die Vielzahl von früherer Keramik im Kamares-Stil auf, die sich auch in Gräbern und auf dem Kastri befand. Auch Tafeln mit Linearschrift wurden bereits während der ersten Grabungskampagne entdeckt. Eine von Bosanquet als „Bienenstockgrab“ bezeichnete Grabstätte 275 Meter östlich von Angathia (Αγκάθια) mit einem 8 Meter langen Dromos, einer verhältnismäßig kleinen Grabkammer von 2,30 Metern Durchmesser und neun Fundstücken wurde später als eines der frühesten minoischen Kammergräber mit langem („mykenischem“) Dromos in Ostkreta aus SM III A2/B identifiziert.
Bei den Ausgrabungen von 1903 bis 1905 wurde Robert C. Bosanquet von Richard M. Dawkins, Charles T. Currelly und Marcus N. Tod unterstützt. Gleichzeitig untersuchte John L. Myres das 900 Meter südöstlich gelegene Gipfelheiligtum Petsophas und Wynfrid L. H. Duckworth sowie Charles H. Hawes studierten die minoischen Friedhöfe der Umgebung. Das Hauptquartier der Expedition lag in Angathia zwischen Roussolakkos und Palekastro. Das Grabungsgelände in Roussolakkos wurde in regelmäßige Blöcke mehrerer Häuser unterteilt, die griechische Buchstaben erhielten, um sie von den Planquadraten der Ausgrabungsstätte zu unterscheiden. Die Küste an der Bucht von Kouremenos (Κουρεμένος) nördlich des Kastri bezog Bosanquet in die Untersuchungen mit ein.

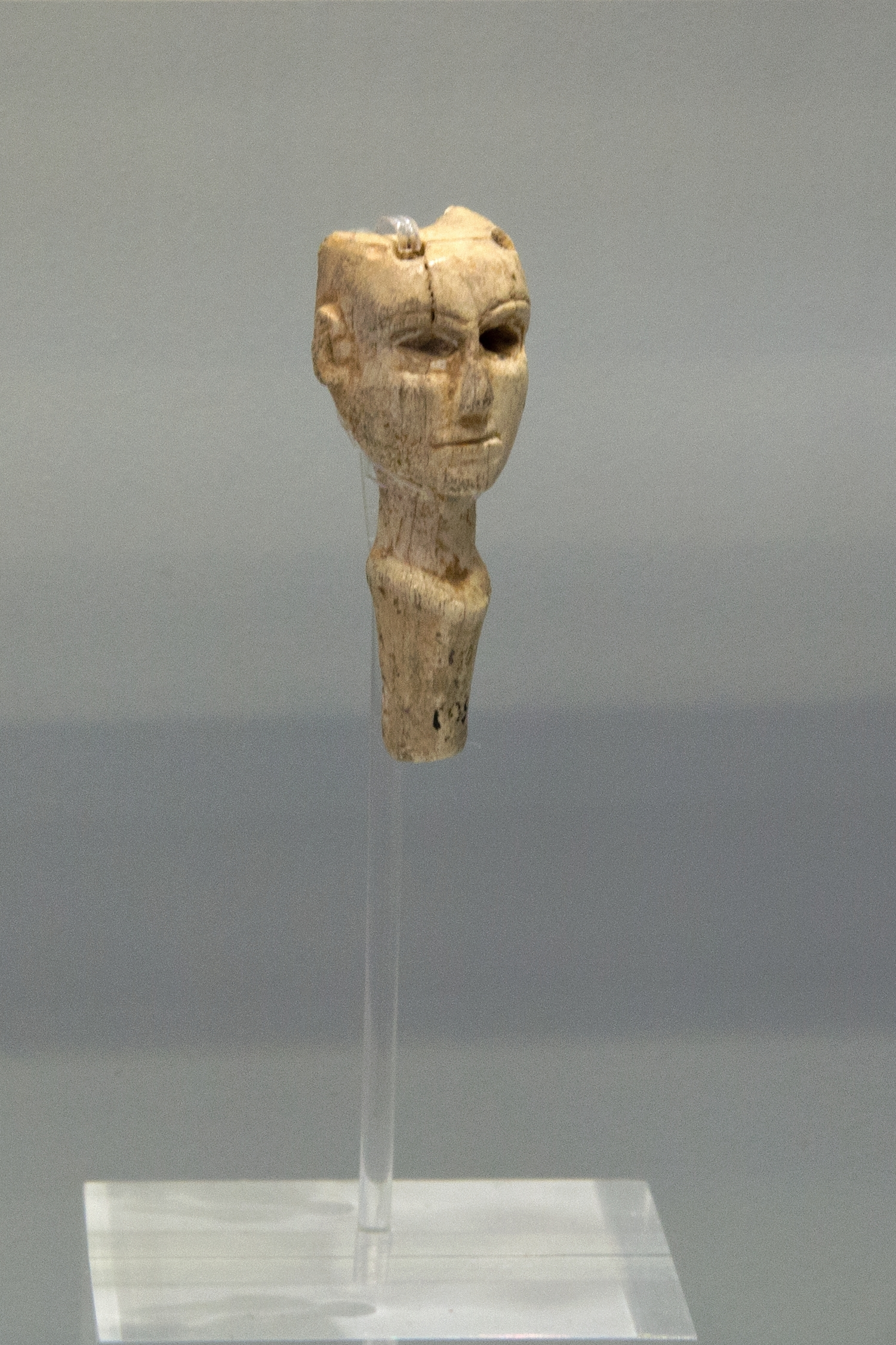
Geschnitzter Frauenkopf

Ab dem 23. März 1903 wurden in Roussolakkos neben weiterer Kamares-Keramik eine frühe Form einer Weinpresse, Krüge mit spitzem Ausguss und zwei Pithoi, die in ihrer Anordnung wahrscheinlich bei der Ölherstellung eine Rolle spielten, Erbsen, Gerste und einige Olivenkerne in Krügen, gravierte Schmucksteine (Gemmen), von denen zwei mit dreiseitigen Siegeln versehen waren, ein Paar fein granulierter Ohrringe aus Bernstein, der Rand einer Steatitschale mit vier eingeritzten minoischen Schriftzeichen, ein gut erhaltener, aus einem Knochen geschnitzter Frauenkopf und eine Reihe von vier Darstellungen von Kulthörnern aus Stein gefunden. Außer Zeremonialäxten von Kouremenos stammten zwei unterschiedlich große aus Roussolakkos, eine nur fünf Zentimeter von Spitze zu Spitze. Geometrische Keramik, Bronzen vergleichbar denen vom Altarhügel in Praisos und ein Skarabäussiegel über dem südöstlichen Ende der ehemaligen minoischen Hauptstraße gaben erste Hinweise auf einen antiken Tempel, der aufgrund der bereits gefundenen architektonischen Terrakotten an diesem Standort vermutet wurde. Ein Stratum aus Holzasche wies auf ein hauptsächlich aus Holz bestehendes Gebäude.
Richard M. Dawkins versuchte 1904 erstmals, verschiedene Grabungen vom Anfang des 20. Jahrhunderts zu synchronisieren. Dafür verglich er die Erkenntnisse aus Roussolakkos mit den Ergebnissen der seit März 1900 durch Arthur Evans erfolgten Ausgrabungen in Knossos und mit Funden aus Zakros, Vassiliki, Gournia und Phaistos auf Kreta sowie Phylakopi auf Milos, Vaphio in Lakonien und Mykene in der Argolis. Gleichzeitig versuchte er die chronologische Entwicklung der minoischen Kunst von der frühminoischen bis zum Beginn der spätminoischen Zeit über den Vergleich der Straten von Roussolakkos mit den gefundenen Grabbeigaben, beispielsweise bei Ta Ellenika (Τὰ Ἑλληνικά) am Fuß des Kastri, aber auch Keramik von anderen Fundorten, wie Kato Zakros oder Phylakopi, nachzuvollziehen. Neben den wiederum reichhaltigen Funden des Jahres aus minoischer Zeit entdeckte man im Mai 1904 die Bruchstücke des Hymnus der Koureten und mehrere Fragmente vom Terrakotta-Gesims des antiken Zeus-Tempels, die mit sogenannten mykenischen und archaischen Überresten vermischt waren. Das Auffinden der Inschriftenteile führte zur Lokalisierung des aus den Schiedsprüchen der Magneten bekannten Heiligtums des diktäischen Zeus in Roussolakkos.
Die von Dawkins geleitete Grabungskampagne von 1905 erfolgte vom 29. März bis zum 17. Juni mit durchschnittlich 60 bis 70 Arbeitern. Ab Mai erstellte der Architekt Vaclav Seyk (auch Sejk) einen vollständigen Plan der Ausgrabungsstätte. Am Ende der Saison übernahm Guy Dickins vom New College in Oxford neben anderen Arbeiten die Aufgabe, die Funde für den Transport zum Candia Museum zu verpacken und dort auszupacken. Im Mittelpunkt der Kampagne stand das Tempelareal, das in der dritten und vierten Saison vollständig freigelegt wurde. Vom Bauwerk des Zeus-Tempels auf einer künstlich nivellierten Plattform auf halber Höhe des südöstlichen Hanges, nahe dem Ende der minoischen Hauptstraße, wurden keine Mauern, nur Fragmente der Terrakotta-Dekoration und die erhaltenen, 36 Meter langen Reste des den Temenos einfassenden Peribolos gefunden. Der Temenos erstreckte sich über die größten Teile der minoischen Blöcke Π und Χ sowie die sie trennende Straße. Vom Tempel konnte nur der Standort des Altars anhand einer 3 Meter langen und 0,25 Meter dicken grauen Holzascheschicht und der gefundenen Votivgaben, Vasen und Lampen, Bronzeschilde und ein bronzener Löwe, meist aus archaischer Zeit vom 7. zum 5. Jahrhundert v. Chr., lokalisiert werden. Die Anathemata großer und kleiner Bronzeschilde gleichen denen, die in der Idäischen Grotte entdeckt wurden.
Obwohl beabsichtigt war, die Ausgrabungen 1905 zu beenden, führte Richard M. Dawkins 1906 eine achttägige Nachgrabung in der Umgebung von Roussolakkos durch, bei der ihn John P. Droop vom Trinity College in Cambridge sowie etwa 10 Arbeiter unterstützten. Untersucht wurden ein Feld am Weiler Agia Triada an der Straße von Palekastro nach Sitia, wo man einige Jahre zuvor zwei Steinformen zur Herstellung zweier Votiv-Doppeläxte, einer Frauenfigur und anderen Objekten fand, der Hügel Plaka (Πλάκα), zwischen dem Petsofas und dem Kap Plaka, und die Hänge und das Plateau des Kastri. Von den Grabungen war nur die auf dem Plaka einigermaßen erfolgreich, wo man eine Begräbnisstätte in einer Höhle fand.

Fundstücke aus Roussolakkos
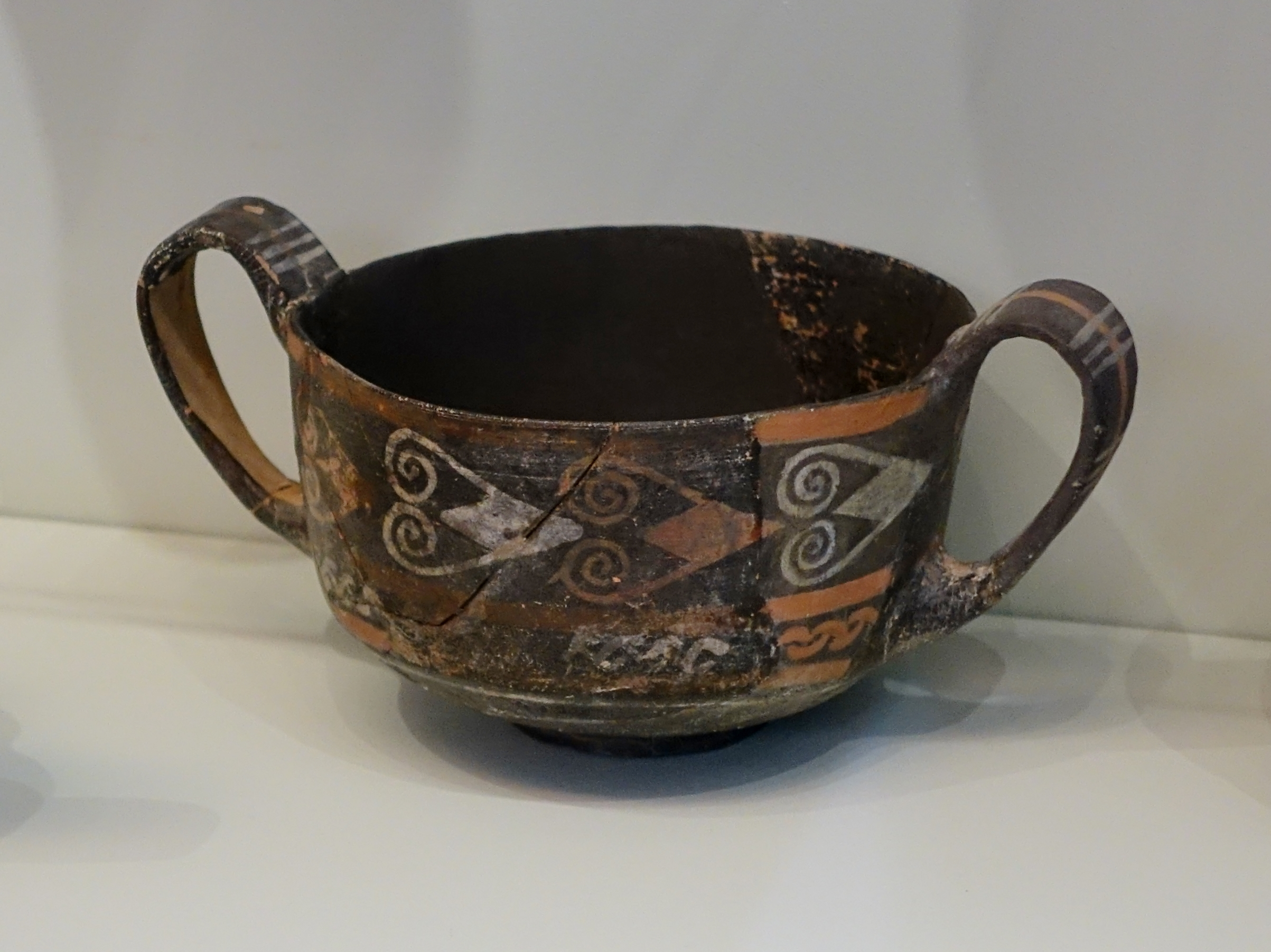
Kamares-Keramik (2100–1800 v. Chr.)
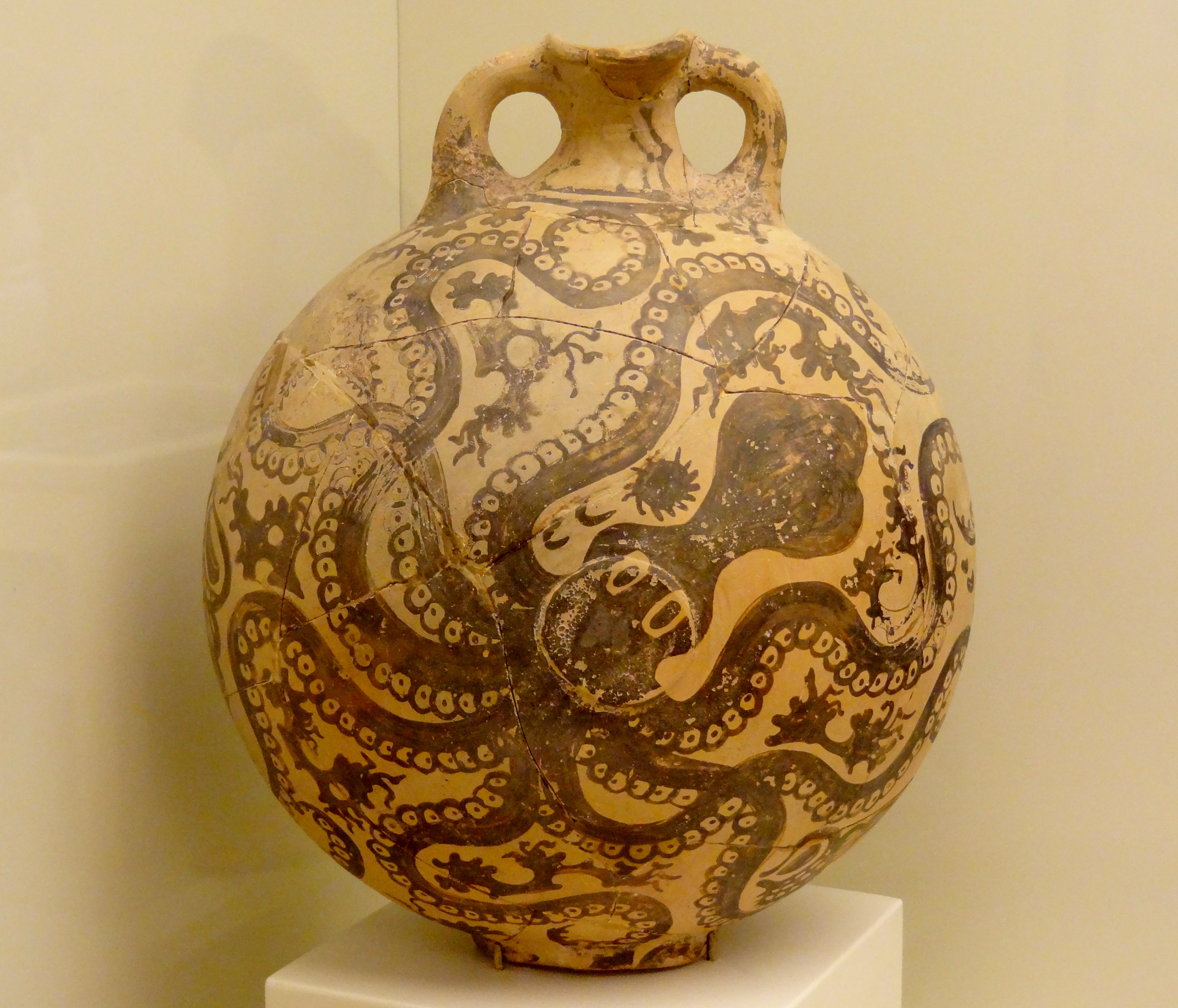
Oktopus-Bügelkanne (1500–1450 v. Chr.)
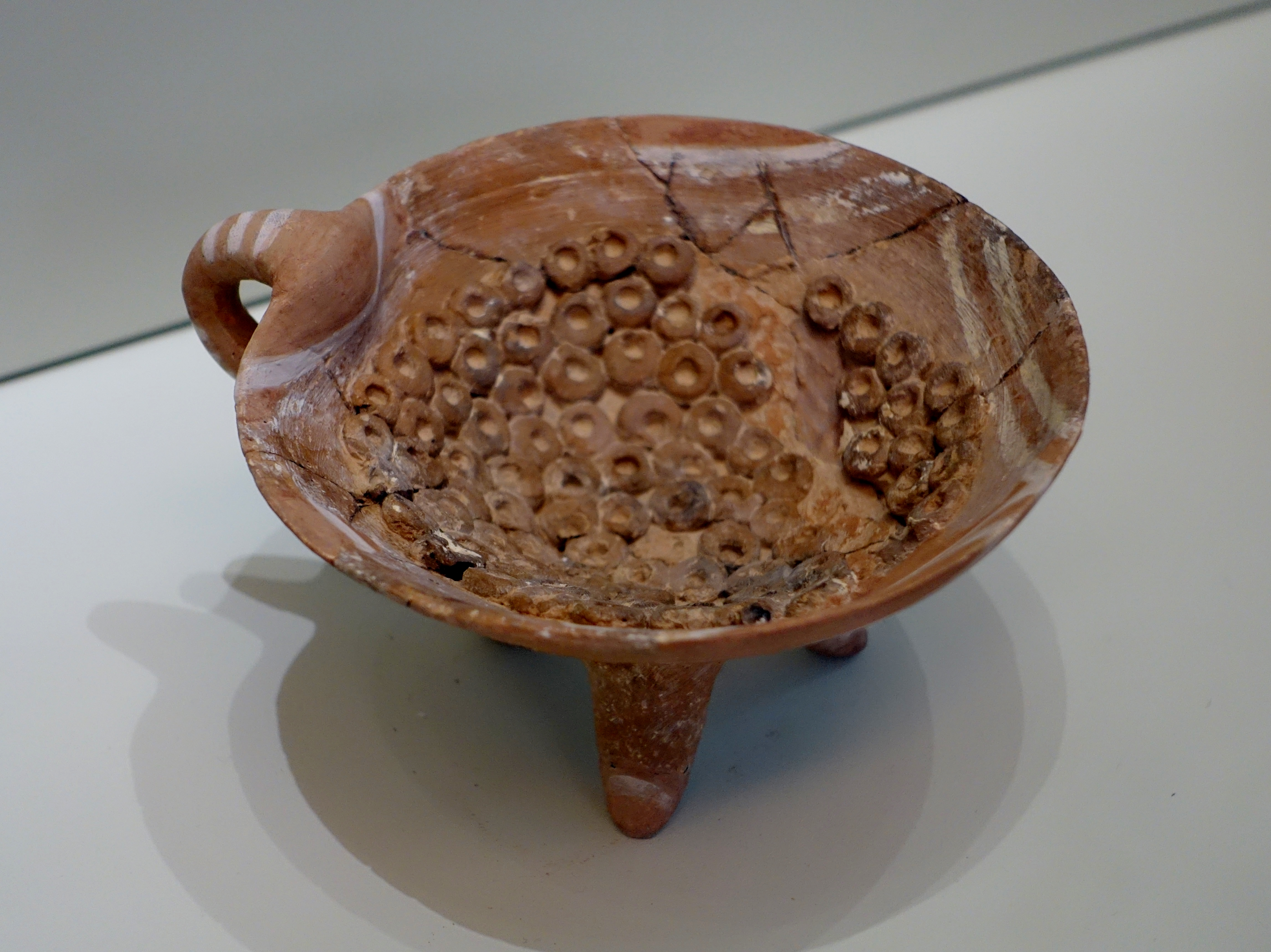
Dreibeinige Keramik (1900–1800 v. Chr.)
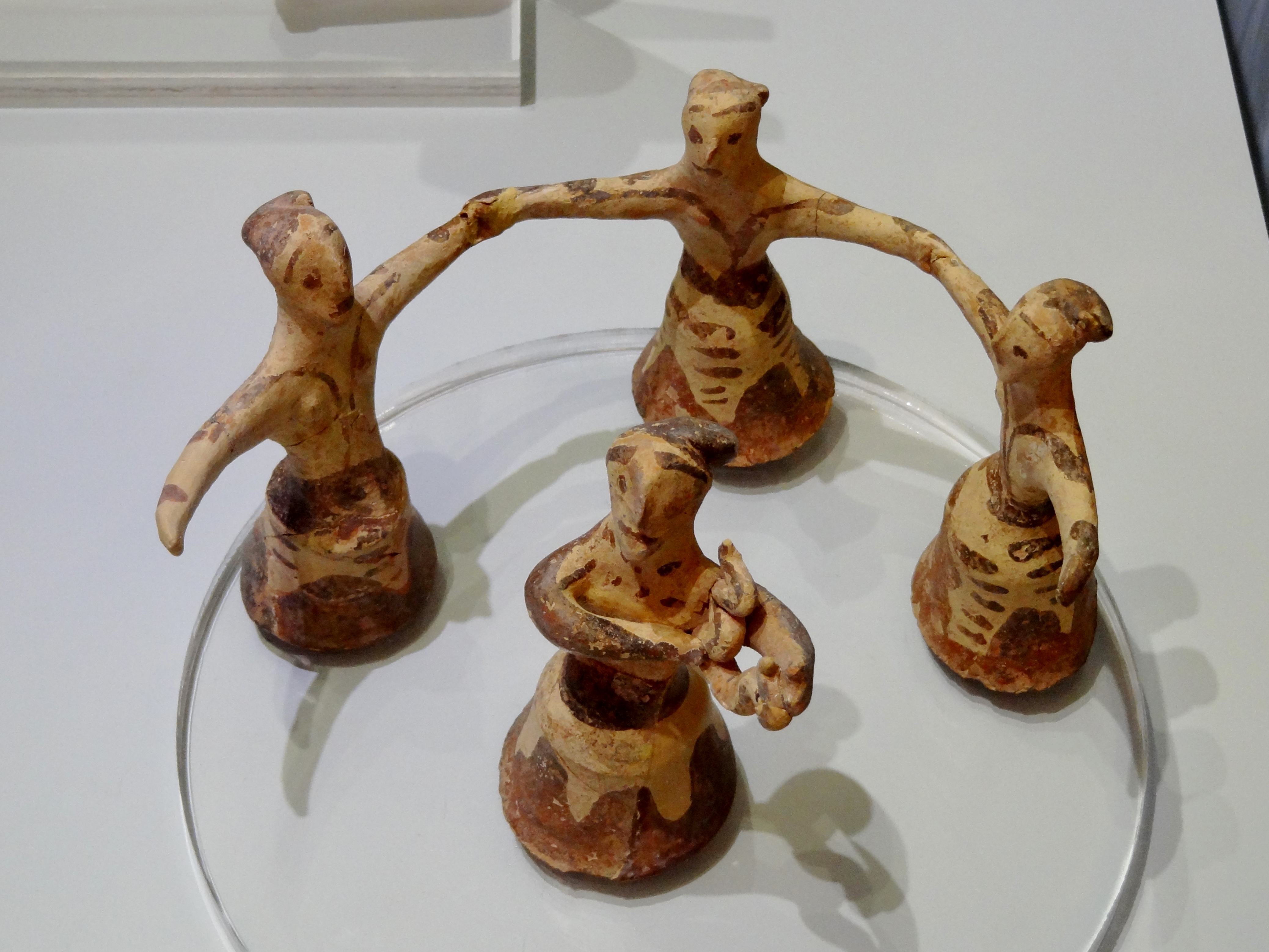
Minoischer Kreistanz (1350–1300 v. Chr.)

## Literatur

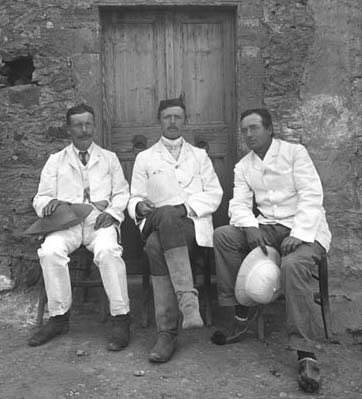
Richard M. Dawkins, Robert C. Bosanquet und Charles T. Currelly

### Ausgrabungen 1962 und 1963
Die Ausgrabungen der British School at Athens in den Jahren 1962 und 1963 unter der Leitung von L. Hugh Sackett und Mervyn R. Popham konzentrierten sich auf Haus Ν in Roussolakkos und die minoische Besiedlung des Kastri. Die Arbeiten begannen 1962 in Übereinstimmung mit dem Griechischen Archäologischen Rat mit der Reinigung und Sondierung der offen gebliebenen Bereiche der früheren Ausgrabungen. Dies betraf Teile der Blöcke Β, Γ und Δ sowie die angrenzenden Abschnitte der Hauptstraße (von Β 12 bis Δ 20).

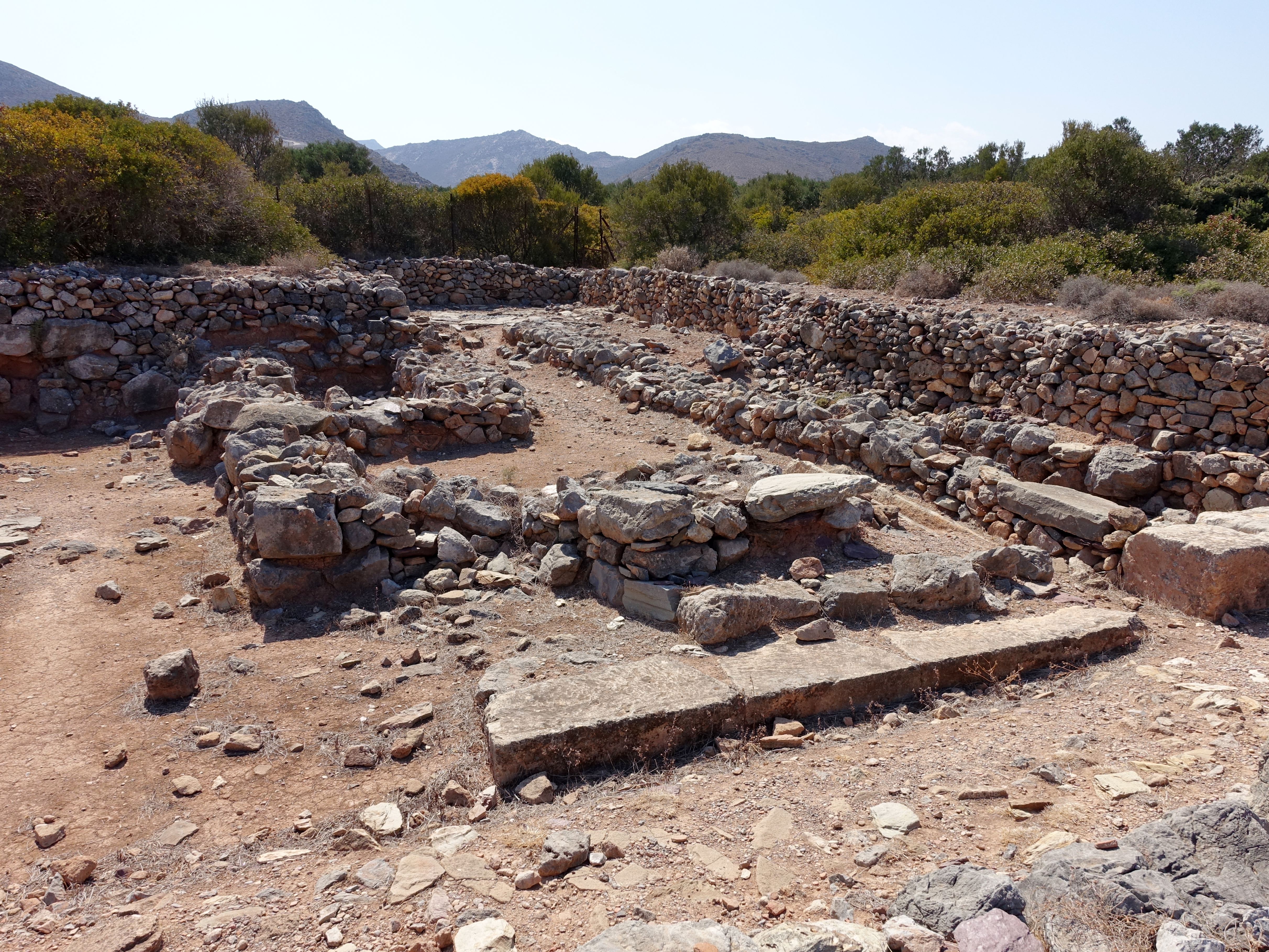
Block Δ

Die Sondagen in den Blöcken Β, Γ und Δ erbrachten keine wesentlich neuen Einsichten. In Block Β wurden lediglich drei aufeinanderfolgende Phasen aus SM I erkannt, ein unausgegrabener Abschnitt in Block Γ enthielt einige einfache Gefäße und eine Testgrabung in Δ 33 erbrachte aus tieferen Lagen MM I-Keramik sowie Fragmente aus FM II und III über dem Felsboden. Bessere Ergebnisse erbrachten Untersuchungen eines Hügels 400 Meter nordwestlich von Roussolakkos in Richtung Angathia, wo man architektonische Reste aus MM III, SM I und SM III entdeckte, u. a. eine aus gleichmäßigen Quadersteinen errichtete Mauer aus MM III. Sie wurde später in zwei Räume aus SM I und SM III A einbezogen, die getrennt eine SM I B-Zerstörungsschicht und ein charakteristisches SM I A-Stratum enthielten. Der Hügel muss demnach von MM III bis SM III A zumindest stellenweise besiedelt gewesen sein.

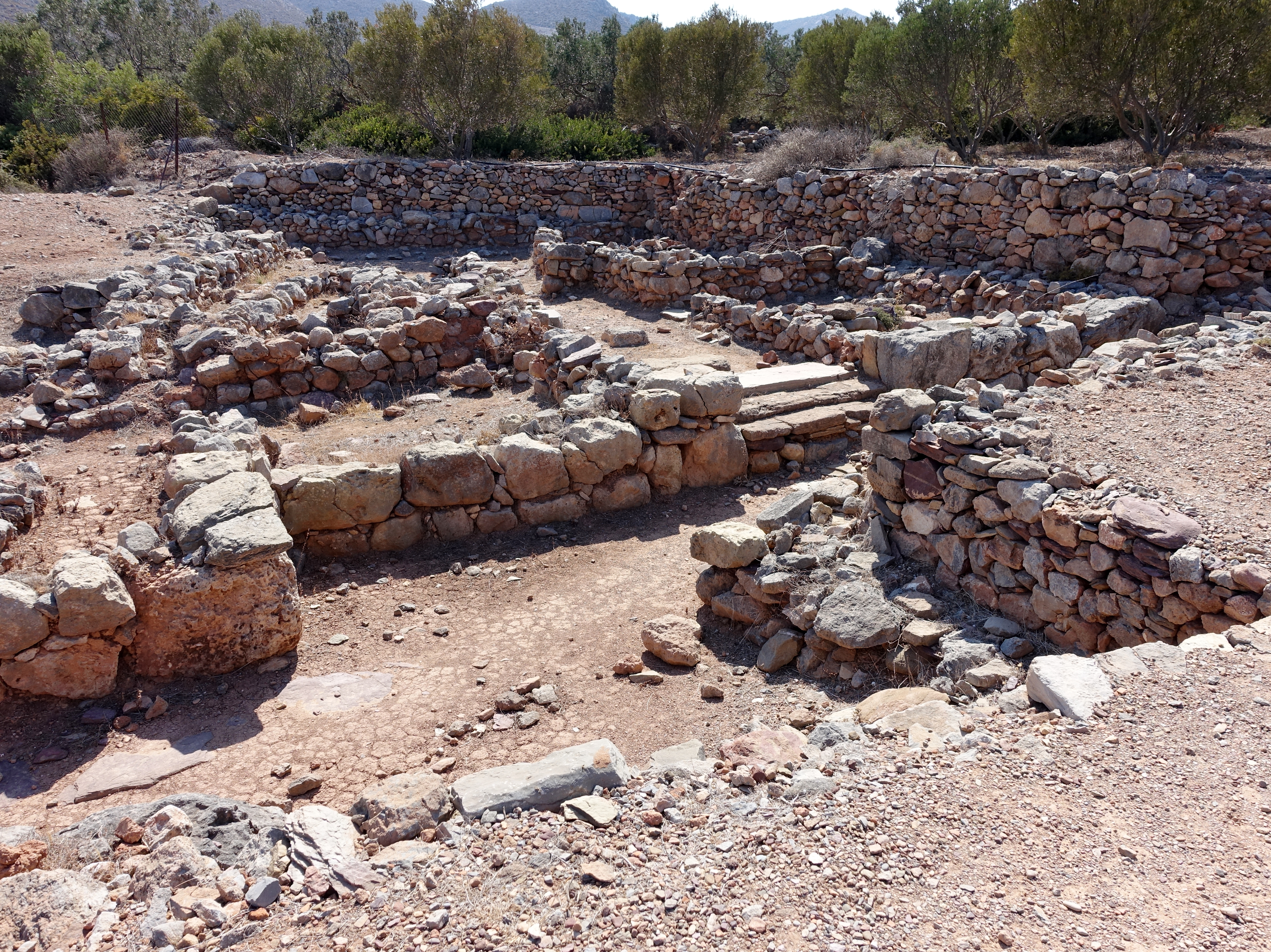
Haus Ν

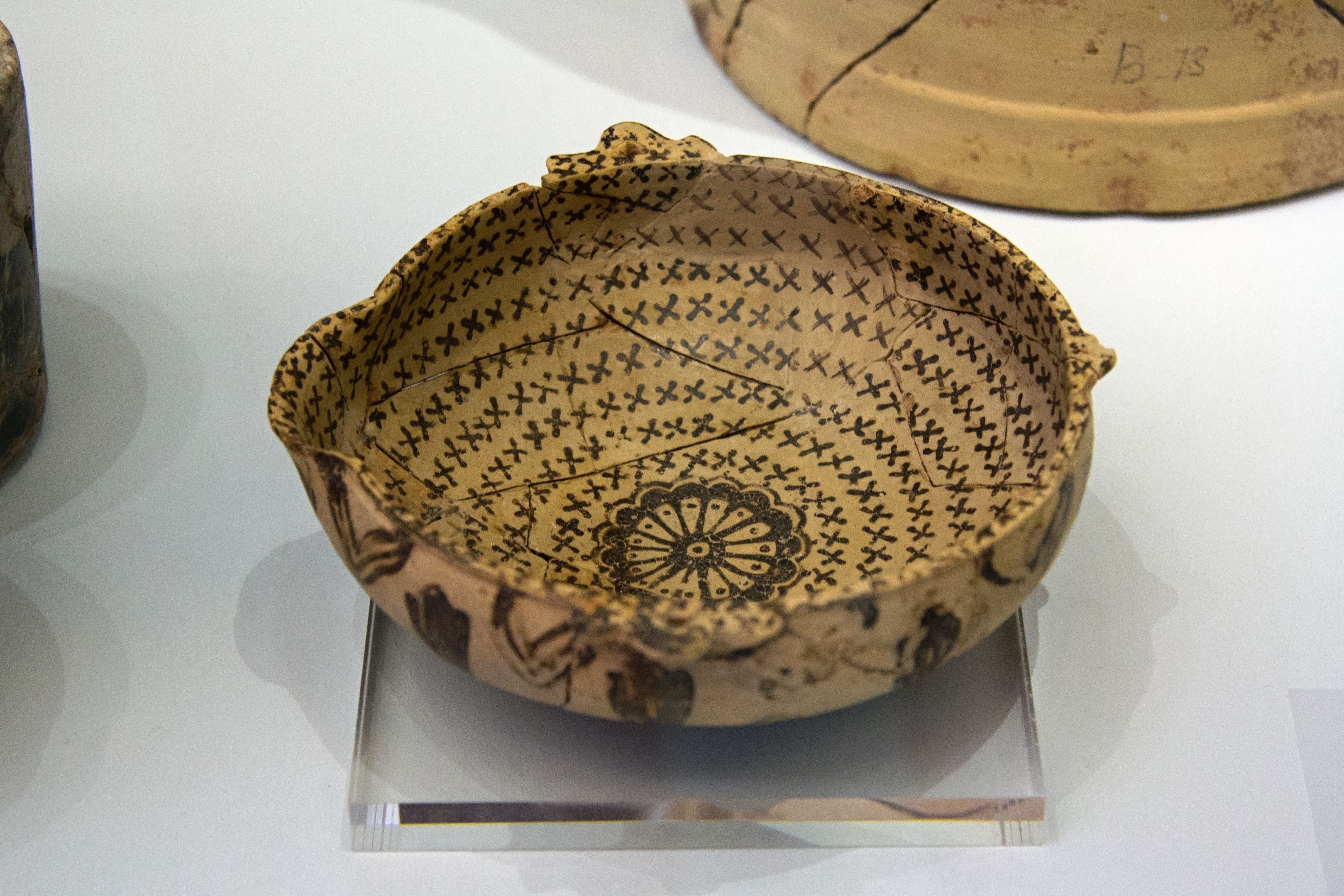
SM I B-Schale aus Haus Ν

Das untersuchte Haus Ν zeichnet sich durch seine Keramikfunde aus. Es enthielt eine ungestörte SM I B-Zerstörungsschicht, da es nur partiell in den Räumen 12 und 19 wiederbesiedelt wurde. Zwei der sechs gefundenen bemalten Vasen werden als knossischer Import angesehen, davon eine Bügelkanne mit Oktopusdekor. Die vier anderen Gefäße sind im für Ostkreta charakteristischen retardierenden SM I A-Stil gehalten. Die dekorierten Vasen der Zeit der Wiederbesiedlung spätestens in SM III A1 orientieren sich offensichtlich an knossischen Vorbildern, nur die undekorierte Gebrauchskeramik zeigt engere Beziehungen zu Ostkreta. Die erneute Besiedlung reicht bis in die Phase SM III A2 hinein, wohingegen SM III B fehlt. Der Stil SM III C beschränkt sich auf die Kastri-Siedlung, wohingegen Roussolakkos wohl unbewohnt blieb.
Die Grabungen von 1962 und 1963 bestätigten die Annahme, dass die Hauptphase der Bautätigkeit der minoischen Stadt in MM III lag, eine Zerstörungsschicht ihren Untergang in SM I B markiert und eine partielle Wiederbesiedlung in SM III A offenbar nicht gewaltsam endete, sondern mit einem Exodus, bei dem alle wertvollen Gegenstände mitgenommen wurden. Die Ergebnisse der Ausgrabungen und den Katalog der Funde erarbeitete hauptsächlich L. Hugh Sackett. Das Studium und den Katalog der Keramik und das Zeichnen der Scherben und einiger Töpfe übernahm Mervyn R. Popham. Für den Abschnitt zu den Steinobjekten zeichnete Peter M. Warren verantwortlich.

### Ausgrabungen 1972 und 1978
Bereiche des Geländes bei Palekastro wurden 1972 und 1978 vom griechischen Archäologischen Dienst unter der Leitung von Costis Davaras ausgegraben. Bei der Untersuchung zweier minoischer Gebäude mit SM I-Keramik in Vlychades (Βλυχάδες) bei Roussolakkos, an der Küste unterhalb von Petsophas, fand man u. a. eine Rinne mit einem Doppelaxt-Zeichen. Etwa 300 Meter südöstlich von Roussolakkos und 400 Meter vom Meer entfernt wurde eine Rundkonstruktion mit verbrannten Rändern entdeckt. Die Ausgrabungen im August 1978 ergaben, dass es sich um einen minoischen Brennofen handelte, den östlichsten Kretas. Er war mit einem Durchmesser von 2,68 Meter etwa 1,30 Meter tief in den weißen Kreide-Mergel geschlagen und besaß eine 0,40 Meter breite Stufe, unterbrochen von einer Öffnung im Osten. Sie diente als Abstichkanal mit einer Wölbung von 0,65 Metern Höhe und außen ebensolcher Breite.

### Ausgrabungen ab 1986
Die dritte Reihe der Ausgrabungen der British School at Athens unter L. Hugh Sackett und J. Alexander (Sandy) MacGillivray begann 1983 mit einem vorbereitenden topografischen und magnetischen Survey, aufgrund dessen sie die Größe der minoischen Stadt auf 30 Hektar schätzten. Im selben Jahr untersuchte der Architekt Jan M. Driessen die Steinbrüche von Ta Skaria (Τα Σκαριά) am Meeresufer südöstlich von Roussolakkos, aus denen nach Bosanquet (1901/02) die „gelben Werksteine“ aus Äolianit im Bereich der Ausgrabungsstätte stammten. Ab 1986 wurde vor allem der nördliche Sektor von Roussolakkos mit den Gebäuden 1 bis 7 ausgegraben, wobei das Gebäude 6 zum bereits größtenteils erforschten Block Μ gehörte.

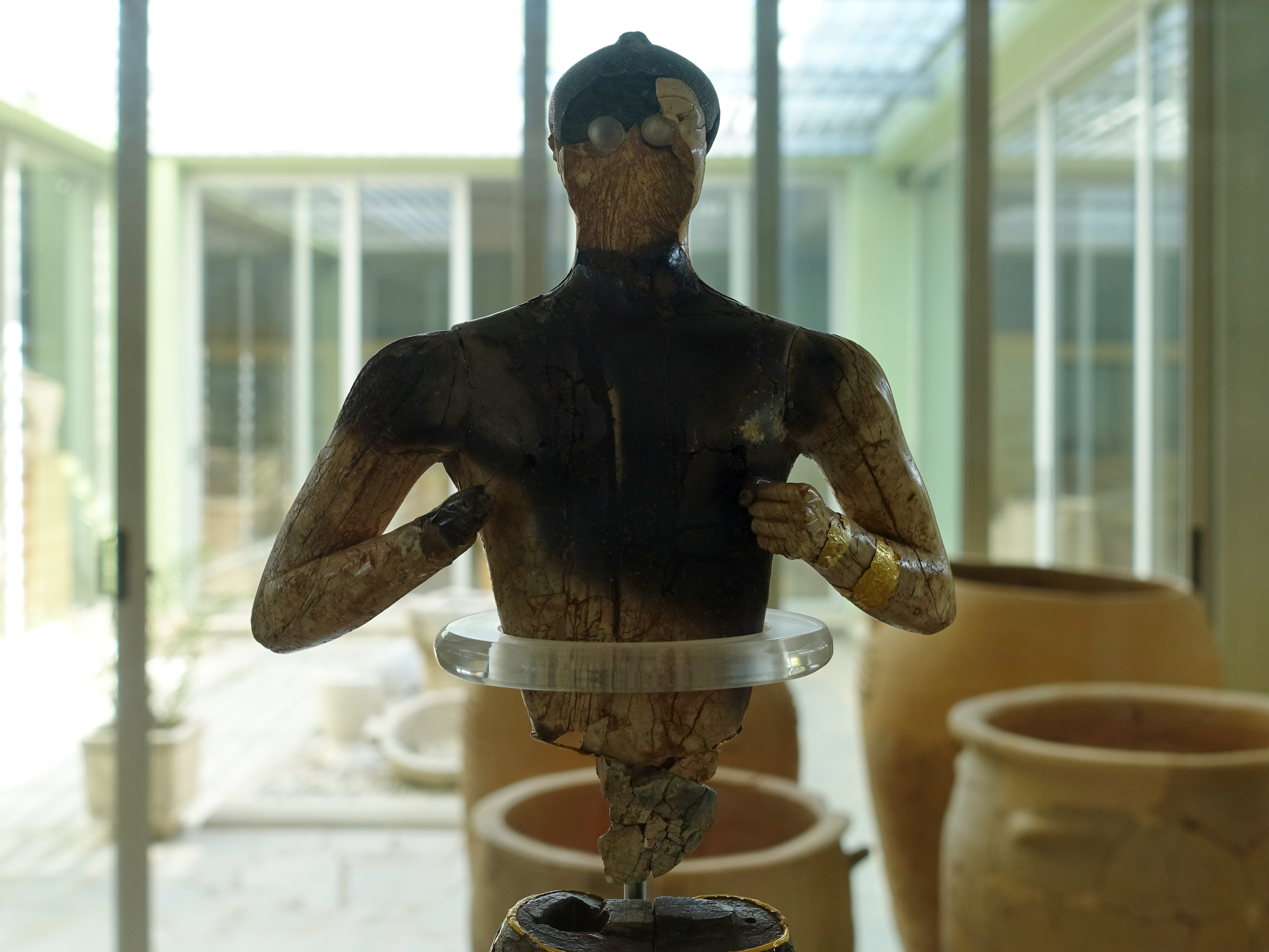
Oberteil des Kouros von Palaikastro

Den bedeutendsten Fund der Ausgrabungen stellte eine chryselephantine Statuette aus der spätminoischen Phase SM I B dar, die unter der Bezeichnung Kouros von Palaikastro bekannt ist. Sie wurde in einzelne Teilen zerbrochen von 1987 bis 1990 im und vor dem Haus 5 entdeckt, zunächst der Torso mit den Armen, später der Kopf und die Beine. MacGillivray sah in der Statuette, der Verkörperung einer jugendlichen männlichen Figur, ein Äquivalent zum ägyptischen Gott Osiris, einen Herrscher der stirbt und wiedergeboren wird im Wandel der Natur. Er erinnere an den diktäischen Zeus der klassischen griechischen Antike, den jungen Zeus als „größten Kouros“, dem später in Roussolakkos das Heiligtum geweiht war und ein Tempel errichtet wurde.
Geophysikalische Untersuchungen südöstlich der Ausgrabungsstätte von Roussolakkos gaben 2001 Auskunft darüber, dass sich die minoische Stadt über eine noch weit größere Fläche erstreckte, als 1983 von L. Hugh Sackett und J. Alexander MacGillivray angenommen. Auch im westlichen Sektor entdeckte man lineare Anomalien, deren Interpretation jedoch schwierig ist. Neben einem weiteren Block minoischer Häuser könnte es sich bei einer etwa 120 × 60 Meter großen Struktur auch um den Zentralhof eines Palastes handeln, der für Roussolakkos bisher nicht nachgewiesen ist, jedoch wegen der Größe der Stadt vielfach angenommen wurde.

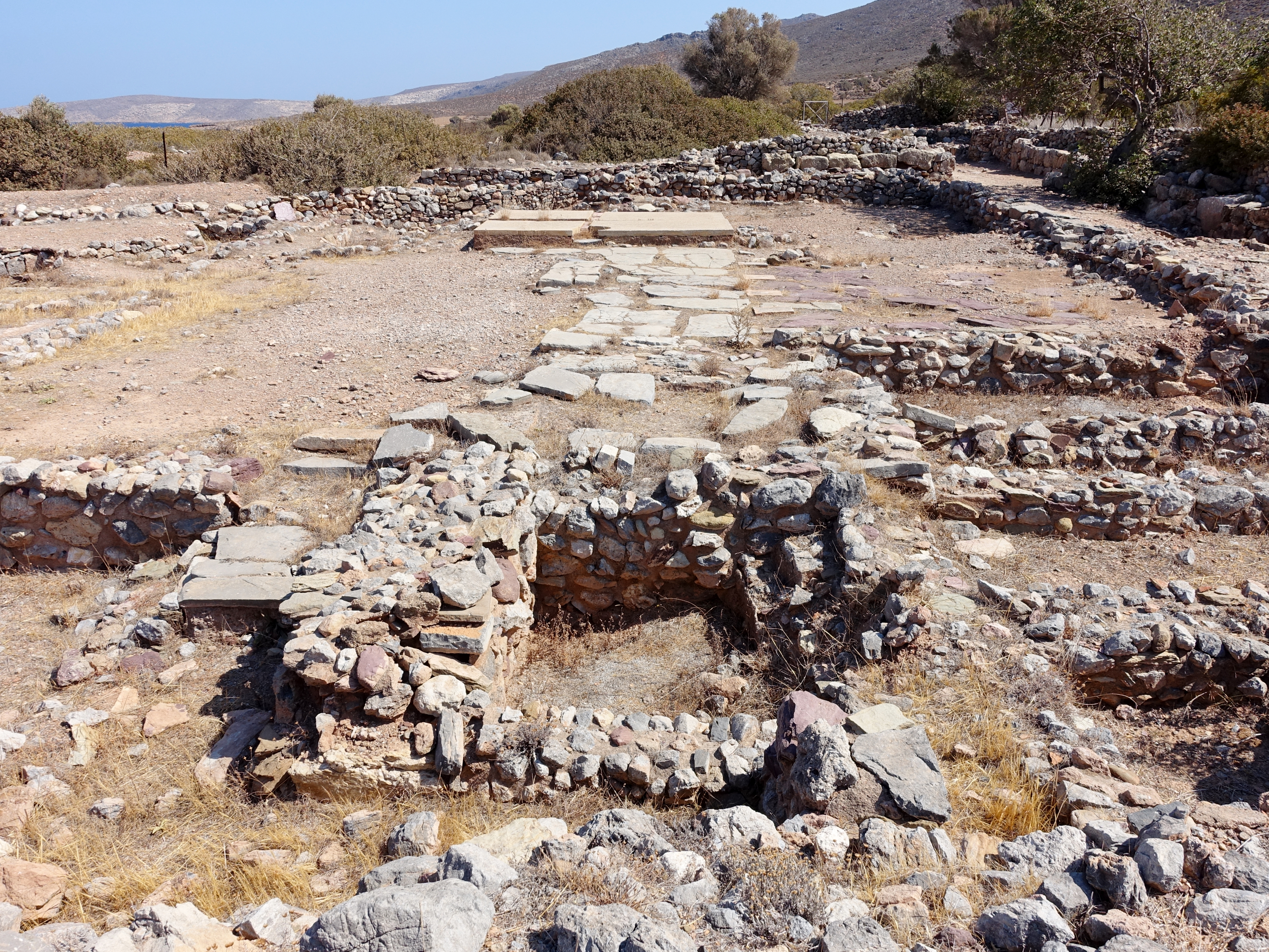
Gebäude 6

Auf dem 10. International Congress of Cretan Studies im Oktober 2006 stellten Jan M. Driessen und J. Alexander MacGillivray der Öffentlichkeit die Theorie eines oder mehrerer Tsunamis infolge des Thera-Ausbruchs vor, wodurch die minoische Stadt von Roussolakkos am Ende von SM I A zu großen Teilen zerstört wurde. Sie stützten sich dabei auf die Grabungsbefunde der Gebäude 6 und 2, die sowohl Asche des Vulkans als auch die gleichzeitige Zerstörung der Gebäude aufzeigten. Dabei verglichen sie die Zerstörungsmerkmale mit denen des Tsunamis nach dem Erdbeben im Indischen Ozean 2004. MacGillivray vertrat die Ansicht eines späten Datums des Thera-Ausbruchs um 1500 v. Chr. und eine kurze Zeitspanne von etwa 40 Jahren für die sich anschließende spätminoische Phase SM I B in Roussolakkos.

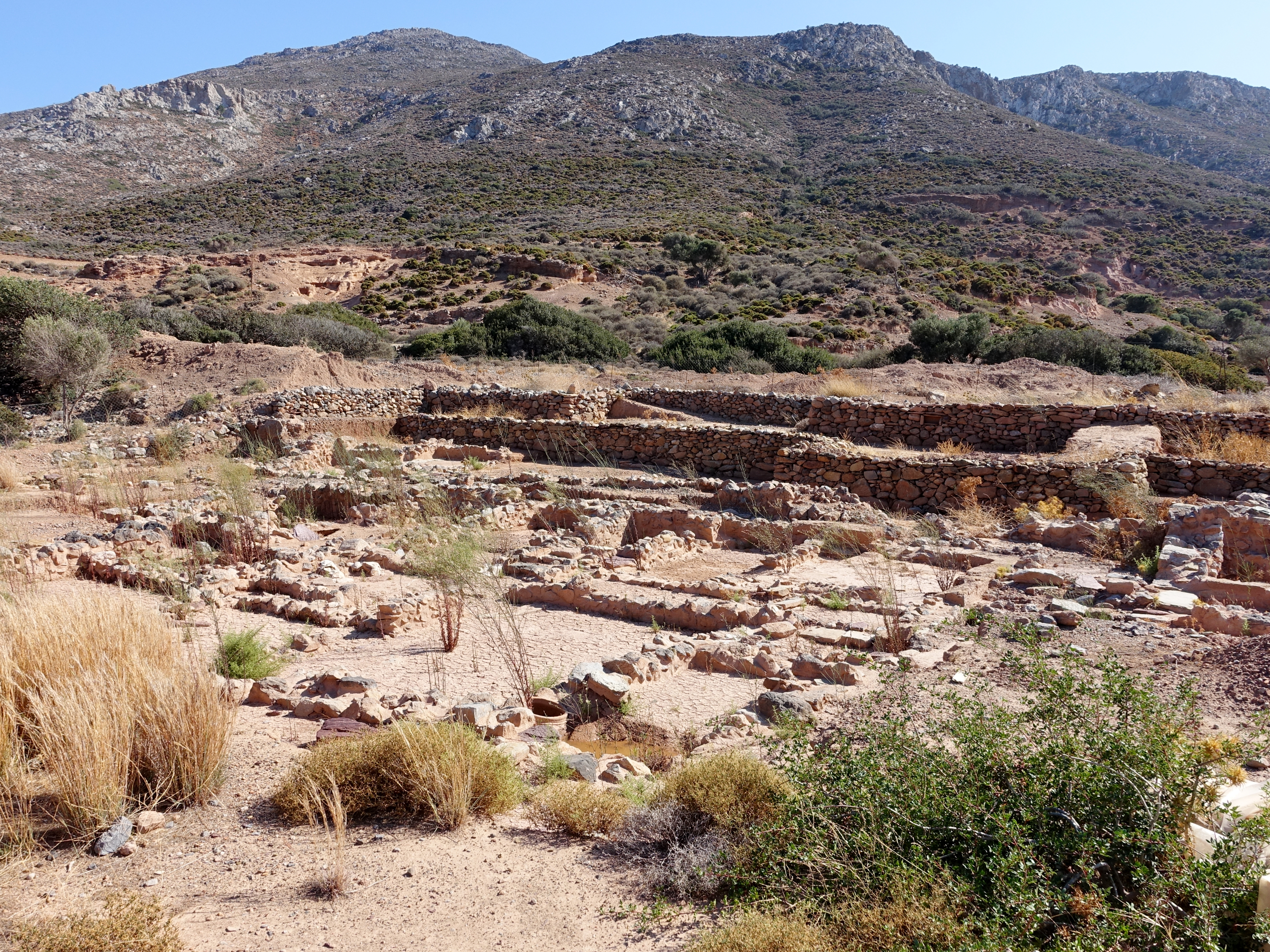
Ausgrabungen ab 2014

Im ersten Jahrzehnt des neuen Jahrtausends wurden sowohl Gräber in der Umgebung entdeckt und ausgegraben, als auch an bestimmten Stellen Versuchsgräben gezogen und die nördlichen Gebäude von Roussolakkos weiter untersucht. Schließlich kam es in den 2010er Jahren wieder zu größeren Grabungskampagnen, die unter der Bezeichnung Palace and Landscape at Palaikastro (PALAP) firmierten. Nach den geophysikalischen Untersuchungen von 2001 und diese bestätigenden geophysikalischen Arbeiten 2012 wurden entsprechende Aushubzonen der „Palastfelder“ festgelegt. Die dortigen Ausgrabungen von 2013 bestätigten die Annahme größerer palastähnlicher Gebäude nicht. Gefundene Ablagerungen stammen vermutlich von einer Wasserrinne bei Hochwasserereignissen aus Richtung Petsophas. Die beiden folgenden Grabungskampagnen 2014 und 2015 fanden auf den Parzellen Argyrakis (Αργυράκης), Mavrokoukoulakis (Μαυροκουκουλάκης) und Papadakis (Παπαδάκης) südöstlich der heute der Öffentlichkeit zugänglichen Bereiche der Ausgrabungsstätte von Roussolakkos statt. Dabei wurden die Strukturen dreier Gebäude (AP1, AM1 und MP1) aus den Phasen SM I und SM III mit einigen Anzeichen einer früheren Besiedlung untersucht.